# Schwarzach am Main
Schwarzach am Main (amtlich Schwarzach a.Main) ist ein Markt im unterfränkischen Landkreis Kitzingen.

## Geografie

### Geografische Lage
Die Gemeinde Schwarzach am Main liegt im nördlichen Zentrum des Landkreises Kitzingen im bayerischen Regierungsbezirk Unterfranken und ist ausschließlich von Orten umgeben, die ebenfalls im Landkreis liegen. Die Gemeinde wird vom Main geprägt, der die Fläche in einen größeren rechtsmainischen und einen kleineren linksmainischen Bereich teilt. Ganz im Norden beginnt die sogenannte Weininsel, die vom Main und dem Mainkanal zwischen Volkach und Gerlachshausen gebildet wird. Die Insel ragt ganz im Norden in das Gemeindegebiet hinein. → siehe auch: Weininsel

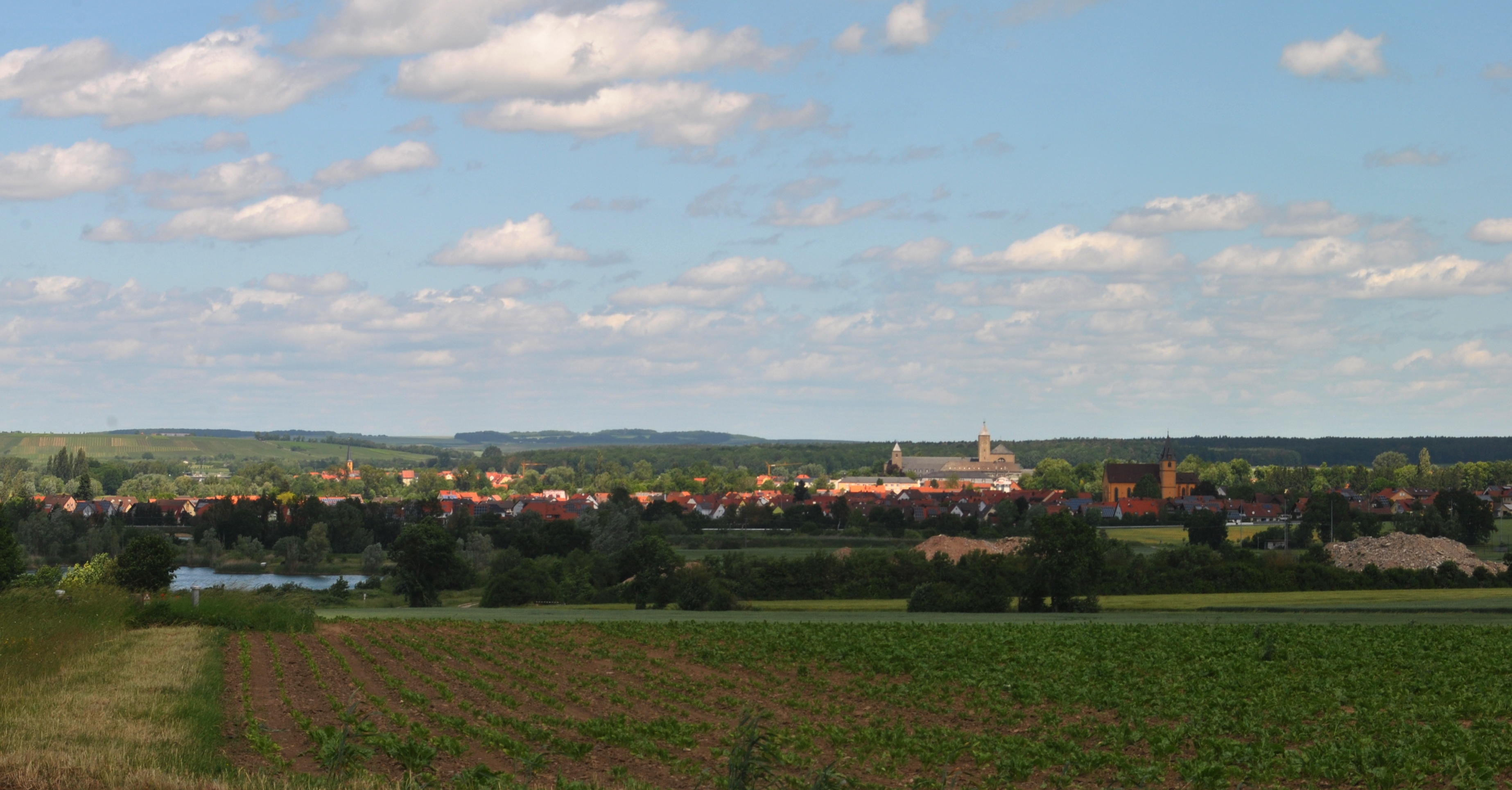
Die Gemeinde Schwarzach am Main: im Hintergrund Gerlachshausen, Klosterkirche, Stadtschwarzach

Der Norden wird vom Gebiet der Stadt Volkach eingenommen, die Gemarkung des Ortsteils Dimbach liegt Schwarzach am Main am nächsten. Im Osten grenzt Wiesentheid-Reupelsdorf an die Gemarkungen von Schwarzacher Gemeindeteilen. Südöstlich ragt die Gemeinde Kleinlangheim mit ihren Ortsteilen Atzhausen und Haidt herein. Ganz im Süden ist die Gemarkung von Großlangheim zu finden. Über den sogenannten Klosterforst grenzt der Süden an das Gebiet der Großen Kreisstadt Kitzingen. Der gesamte Westen wird von Dettelbach eingenommen. Von Süden nach Norden grenzen die Gemarkungen Mainsondheim (rechtsmainisch), Dettelbach (linksmainisch) und Neuses am Berg (linksmainisch) an das Areal von Schwarzach. Sommerach bildet die Grenze im Nordwesten.
Die nächstgrößere Stadt ist das vom Rathaus der Gemeinde etwa 7 Kilometer entfernte Volkach nördlich von Schwarzach. Die Kreisstadt Kitzingen ist über 8 Kilometer entfernt. Nächste Großstadt ist das ungefähr 22 Kilometer entfernte Würzburg.
Mit einer Fläche von 2111 Hektar gehört Schwarzach zu den mittelgroßen Gemeinden im Landkreis, das angrenzende Kleinlangheim ist mit seinen 1909 Hektar nur unwesentlich kleiner. Mit den etwa 3600 Einwohnern gehört Schwarzach zu den bevölkerungsreicheren Orten im Landkreis, was aus der Lage zwischen den beiden Mittelzentren Kitzingen und Volkach resultiert. Die niedrige Bevölkerungsdichte von 171 Einwohnern je km², noch unter dem bayerischen Durchschnitt von 176 Einwohnern je km², ist durch die ländliche Siedlungsform erklärbar. Das Gemeindezentrum um Münsterschwarzach weist eine wesentlich höhere Dichte auf.

### Geologie, Hydrologie, Böden
Naturräumlich bildet die Gemeinde Schwarzach eine eigene Untereinheit. Die sogenannte Schwarzacher Talweitung (auch Schwarzacher Becken) ist Teil des Mittleren Maintals der Mainfränkischen Platten. Alle Gemeindeteile haben Anteil an diesem Naturraum, wobei das Zentrum der Gemeinde auch den Kern des Raumes bildet. Daneben ragt mit der Volkacher Mainschleife im Norden ein weiterer Naturraum des Mittleren Maintals in das Gemeindegebiet. Weiteren Anteil hat Schwarzach an folgenden Naturräumen (im Uhrzeigersinn): Dimbacher Flugsandgebiet, Albertshofener Flugsandgebiet im Steigerwaldvorland, sowie die Gäuplatten im Maindreieck ganz im Westen.
Das Schwarzacher Becken präsentiert sich als beckenartige Maintalweitung. Diese Weitung entstand durch die Mündung dreier Bäche in den Main (Schwarzach, Castellbach, Silberbach). Sie schieben flache Schwemmkegel vor sich her, die am Mainufer einen außerordentlich flachen Anstieg verursachen. Im Westen wird die Fläche um einen mittelquartären Talmäander des Mains erweitert. Eine Besonderheit der Schwarzacher Talweitung ist das Lokalklima, das sich durch die hohe Frühjahrsfrostgefährdung von den umliegenden Arealen abhebt. Die Ostseite des Maines wird von Keupergesteinen dominiert, in Richtung Steigerwald nimmt der Anteil von Flugsanden mit Dünenbildung zu. Am Westufer überwiegt Muschelkalk. Ganz im Westen beginnen die Lehm- und Lösslehmböden des Maindreiecks.
Hydrologisch wird die Gemeinde vom Main dominiert, der das Gebiet von Norden nach Süden durchquert, wobei der Fluss auf der Höhe von Münsterschwarzach eine langgestreckte Linkskurve vollführt. Seit den 1950er besteht mit dem Mainkanal Volkach-Gerlachshausen ein von Menschen geschaffenes Gewässer. Es entstand, um die engen Windungen des Maines entlang der Mainschleife zu überwinden. Mehrere kleinere Flüsse streben dem Main zu. Neben den naturraumprägenden Bächen Schwarzach, Castellbach und Silberbach um Münsterschwarzach handelt es sich unter anderem auch um den kleineren Wenzelbach bei Hörblach oder den Etterswasengraben bei Gerlachshausen. Durch die wirtschaftliche Sand- und Kiesgewinnung entstanden um Hörblach mehrere Baggerseen, die heute auch einen bedeutenden Tourismusfaktor für die Gemeinde darstellen.

### Klima
Schwarzach am Main liegt in der Maingauklimazone, die zu den trockensten und wärmsten Zonen Deutschlands zählt. Dies ist auch ein Grund für den Weinanbau in der Region. Mit dem Lokalklima innerhalb der Talweitung ist es zu erklären, dass der Weinbau innerhalb der Gemeinde selbst keine große Rolle mehr spielt: Hier herrscht eine hohe Frühjahrsfrostgefährdung, die durch die Nebelarmut und die Kaltluftzufuhr entlang der Schwarzach ausgelöst wird. Klimaerhebungen für Schwarzach werden in der Wetterwarte in Würzburg durchgeführt.
Die Klimaklassifikation von Köppen rechnet die Gemeinde zur Cfb-Kategorie. (Klimazone C: warm-gemäßigtes Klima, Klimatyp: f: feucht-gemäßigtes Klima, Untertyp b: warme Sommer). Zwischen dem trockensten Monat Februar und dem niederschlagsreichsten Monat Juni liegt eine Differenz von 35 mm. Um im Durchschnitt 18,8 °C ist der Juli (wärmster Monat im Jahr) wärmer als der Januar (kältester Monat im Jahr).
|                        | Jan  | Feb  | Mär | Apr  | Mai  | Jun  | Jul  | Aug  | Sep  | Okt  | Nov | Dez  |   |      |
| Mittl. Temperatur (°C) | −0,4 | 1    | 4,8 | 9,1  | 13,5 | 16,8 | 18,4 | 18,1 | 14,8 | 9,7  | 4,4 | 1    | ⌀ | 9,3  |
| Mittl. Tagesmax. (°C)  | 2,2  | 4,3  | 9,4 | 14,4 | 19,2 | 22,5 | 24,1 | 23,7 | 20,2 | 14,2 | 7,2 | 3,3  | ⌀ | 13,8 |
| Mittl. Tagesmin. (°C)  | −3   | −2,3 | 0,3 | 3,9  | 7,9  | 11,2 | 12,8 | 12,5 | 9,4  | 5,2  | 1,6 | −1,3 | ⌀ | 4,9  |
|                        |      |      |     |      |      |      |      |      |      |      |     |      |   |      |
| Niederschlag (mm)      | 40   | 37   | 40  | 44   | 56   | 72   | 60   | 62   | 45   | 44   | 47  | 50   | Σ | 597  |

| −3 |

| −2,3 |

| 0,3 |

| 3,9 |

| 7,9 |

| 11,2 |

| 12,8 |

| 12,5 |

| 9,4 |

| 5,2 |

| 1,6 |

| −1,3 |

| −3 |

| −2,3 |

| 0,3 |

| 3,9 |

| 7,9 |

| 11,2 |

| 12,8 |

| 12,5 |

| 9,4 |

| 5,2 |

| 1,6 |

| −1,3 |

### Flächennutzung
| Nutzung           | Hektar |
| ----------------- | ------ |
| Siedlungsfläche   | 242    |
| Verkehrsfläche    | 146    |
| Vegetationsfläche | 1593   |
| Wasserfläche      | 130    |
| Gesamtfläche      | 2111   |

Die Gemeinde Schwarzach am Main nimmt eine Fläche von insgesamt 2111 Hektar ein. Den weitaus größten Anteil an dieser Fläche nimmt mit 1593 Hektar die Vegetation ein. Davon entfallen 1167 Hektar (55,3 % der Gesamtfläche) auf landwirtschaftlich genutzte Flächen, wobei hier vor allem die Ackerbauflächen und wenige Weinbauareale genannt werden können. Wald im Süden, Südwesten und äußerten Osten des Gemeindegebiets hat eine Fläche von 298 Hektar.
Zweitgrößte Teilfläche bildet die Siedlungsfläche mit 242 Hektar und damit 11,5 % der Gesamtfläche. Immerhin 76 Hektar davon ist Wohnbaufläche. Industrie- und Gewerbeflächen sind insbesondere im Süden von Stadtschwarzach (einziges echtes Industriegebiet der Gemeinde) zu finden. Daneben zählen auch das Klostergelände und das Areal der LVFZ Schwarzenau als Gewerbeflächen. Daraus ist der relativ große Anteil solcher Flächen von 44 Hektar (2,1 % der Gesamtfläche) erklärbar. Die Verkehrsflächen fallen mit 146 Hektar zu Buche.
Mit dem Main und einigen kleineren Gewässern liegen 130 ha Gewässerflächen um den Ort. Hier sind insbesondere die im 20. Jahrhundert angelegten Baggerseen zur Sand- und Kiesgewinnung zu nennen. Eine besonders hohe Dichte solcher Seen ist um Hörblach entstanden. Die landwirtschaftlich genutzte Fläche nimmt seit dem Jahr 2003 zu. Waren 2003 noch 1149 Hektar landwirtschaftlich genutzt, wurden 2016 bereits 1359 Hektar Fläche bebaut. Ein wesentlich geringerer Anstieg ist bei den Wohn- und Industrieflächen zu bemerken.

### Schutzgebiete

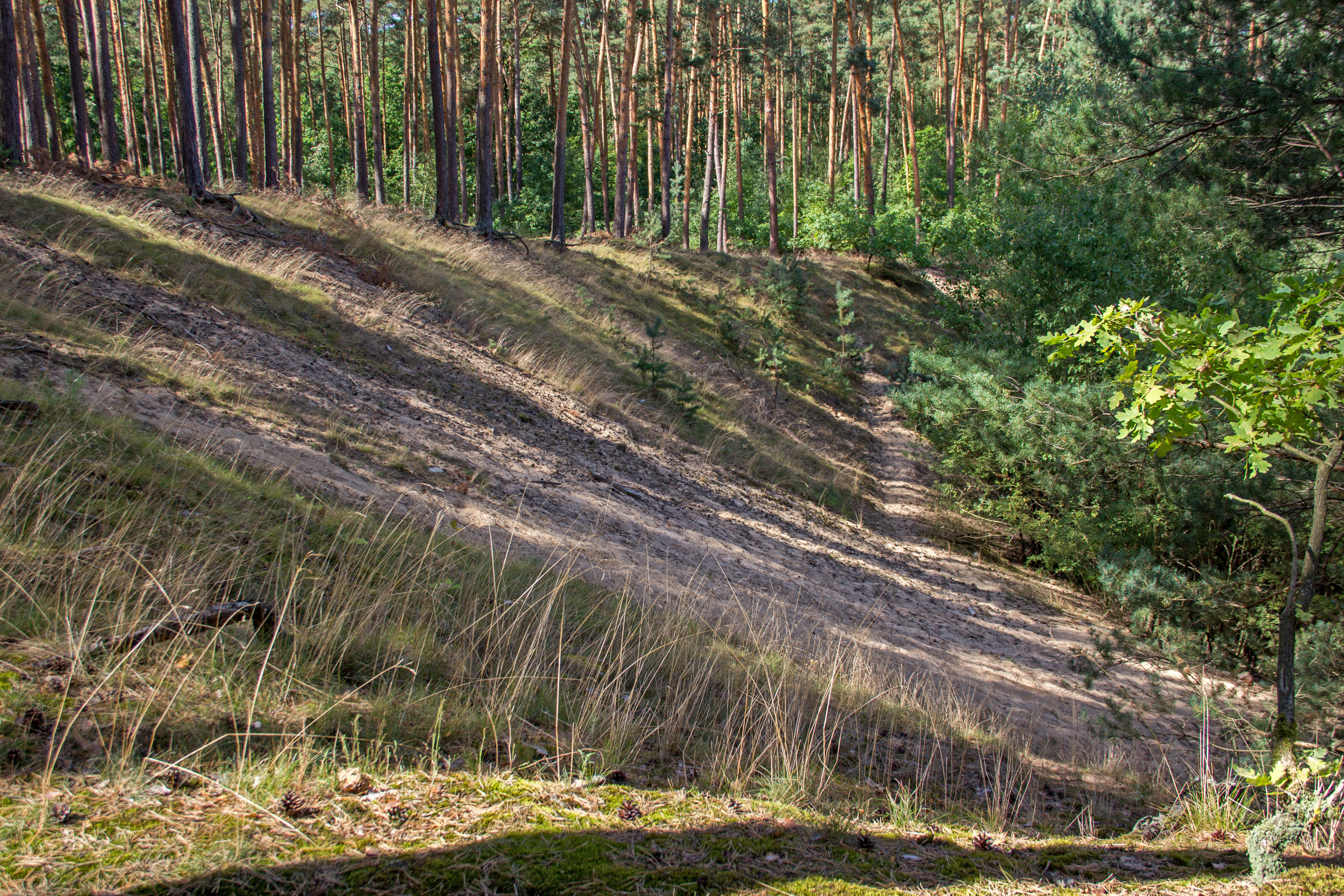
Das Naturschutzgebiet Sandfluren bei Volkach, Schwarzach am Main und Sommerach

Um Schwarzach existieren Schutzgebiete fast aller Schutzkategorien, wenn auch ihre Dichte wesentlich niedriger als in den nördlich angrenzenden Orten im Landkreis ist. Die meisten geschützten Flächen sind auch um Gerlachshausen, dem nördlichsten Gemeindeteil Schwarzachs zu finden. Hier grenzt das Landschaftsschutzgebiet Volkacher Mainschleife an die Gemarkung von Gerlachshausen. Eine besonders hohe Dichte an Schutzgebieten herrscht auch entlang des Maines, so sind solche Flächen vor allem um Schwarzenau ausgewiesen. Mit dem Staatswaldrevier Reupelsdorf ragt ein Stück eines weiteren Landschaftsschutzgebietes in die Flächeneinheit von Düllstadt im Nordosten des Gemeindegebietes. → siehe auch: Gerlachshausen#Schutzgebiete und Staatswaldrevier Reupelsdorf
Einziges Naturschutzgebiet auf Gemeindegebiet sind die Sandfluren bei Volkach, Schwarzach am Main und Sommerach. Sie ragen im äußersten Norden der Gemarkung entlang der Staatsstraße in Richtung Gerlachshausen und haben ihr Zentrum im Sommeracher Riedwald bzw. im Spessart. Zweck des Naturschutzgebietes ist die Sicherung von Sandmagerrasen und Sandgrasheiden in ihrer Verzahnung mit Waldrändern, Wiesen, Ackerflächen, Streuobstbeständen, Feuchtgebieten und Wasserläufen sowie der Schutz von Sanddünen und Flugsandflächen. → siehe auch: Sandfluren bei Volkach, Schwarzach am Main und Sommerach
Eine Besonderheit existiert mit dem sogenannten Hörblacher Seengebiet, das heute auch aus besonderen Gewässern für die Biotopentwicklung besteht. Kern der kleinen Seenplatte sind zwei Naturdenkmäler, die bereits seit den 1940er Jahren bestehen. Ein weiteres Naturdenkmal ist eine Wiese im äußersten Süden der Hörblacher Gemarkung, auf der seltene Riedgräser wachsen. Teile der Gemarkung sind außerdem als Vogelschutzgebiet ausgewiesen. Einziges weiteres Naturdenkmal ist der Leitenberg bei Schwarzenau, der eine große Artenvielfalt besitzt. → siehe auch: Hörblacher Seengebiet

### Gemeindegliederung
Die Gemeinde Schwarzach am Main setzt sich, seit dem Abschluss der Gemeindegebietsreform 1973, aus insgesamt sechs Ortsteilen zusammen, die alle über eine eigene Gemarkung verfügen. Neben den Kirchdörfern Düllstadt, Gerlachshausen, Hörblach und Münsterschwarzach existieren das Pfarrdorf Schwarzenau und der (inoffizielle) Hauptort Stadtschwarzach, in dem das Rathaus und die Gemeindeverwaltung untergebracht sind. Die besondere Bedeutung von Stadtschwarzach wird dadurch unterstrichen, dass es sich bei dem Ort um eine ehemalige Marktgemeinde handelt, die bis 1818 sogar Stadtrechte besaß.
Das Zentrum der Gemeinde bildet der Verdichtungsraum entlang des Maines, der aus den Orten (von Norden nach Süden) Gerlachshausen-Münsterschwarzach-Stadtschwarzach besteht. Mit Stadtschwarzach und Münsterschwarzach (jeweils etwa 1000 Einwohner) sind auch die beiden bevölkerungsreichsten Orte hier zu finden. Einziger linksmainischer Ort ist Schwarzenau, das bereits seit dem 19. Jahrhundert über eine Brücke mit den anderen Orten verbunden ist und zuvor lange Zeit ein Fährrecht für die Mainüberfahrt besaß.

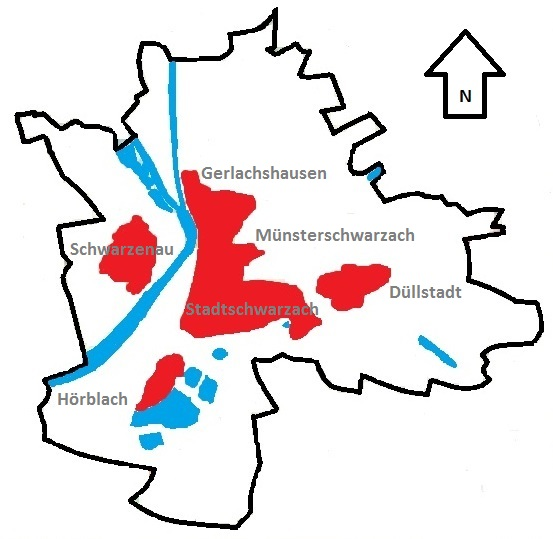
Die Lage der Gemeindeteile von Schwarzach innerhalb des Gemeindegebiets

Die Gemarkungsgrößen tragen den historischen Begebenheiten Rechnung. Obwohl Stadtschwarzach heute die meisten Einwohner besitzt, ist seine Gemarkung die zweitkleinste der Gemeindeteile. Dies ist darauf zurückzuführen, dass Stadtschwarzach als Planstadt entstand und man im 13. Jahrhundert seine Gemarkung aus den bereits vorhandenen herausschnitt. Die kleinste Gemarkung weist heute Münsterschwarzach auf, das erst 1864 eine eigene Fläche erhielt und lange Zeit lediglich Sitz der Institution Kloster war.
| Gemeindeteil (zugl. Gemarkung) | Tgk. (Teilgemeindekennziffer) | Siedlungstyp | Fläche (in km²) | Einwohner (Stand 25. Mai 1987) | Eingemeindung   | Koordinate |
| ------------------------------ | ----------------------------- | ------------ | --------------- | ------------------------------ | --------------- | ---------- |
| Düllstadt                      | 002                           | Kirchdorf    | 5,18            | 188                            | 1. Oktober 1973 | (Lage)     |
| Gerlachshausen                 | 003                           | Kirchdorf    | 5,28            | 341                            | 1. Oktober 1973 | (Lage)     |
| Hörblach                       | 004                           | Kirchdorf    | 4,56            | 375                            | 1. April 1971   | (Lage)     |
| Münsterschwarzach              | 005                           | Kirchdorf    | 0,83            | 828                            | 1. Oktober 1973 | (Lage)     |
| Schwarzenau                    | 006                           | Pfarrdorf    | 3,59            | 517                            | 1. April 1971   | (Lage)     |
| Stadtschwarzach                | 001                           | (Hauptort)   | 1,67            | 941                            | 1. April 1971   | (Lage)     |

## Geschichte

### Geschichte der Gemeinde
Die Gemeinde Schwarzach am Main ist ein Produkt der Gemeindegebietsreform der 1970er Jahre. Bis 1973 schlossen sich sechs selbstständige Gemeinden zur heutigen Kommune zusammen. Die Verwaltung wurden in den größten und zentralsten Ort Stadtschwarzach verlegt, der dadurch zum inoffiziellen Hauptort von Schwarzach wurde. Die Verbindungen zwischen den Gemeinden sind jedoch viel älter und finden bereits darin ihren Ausdruck, dass alle Orte Teil eines einzigen Naturraums sind.

#### Kloster Münsterschwarzach

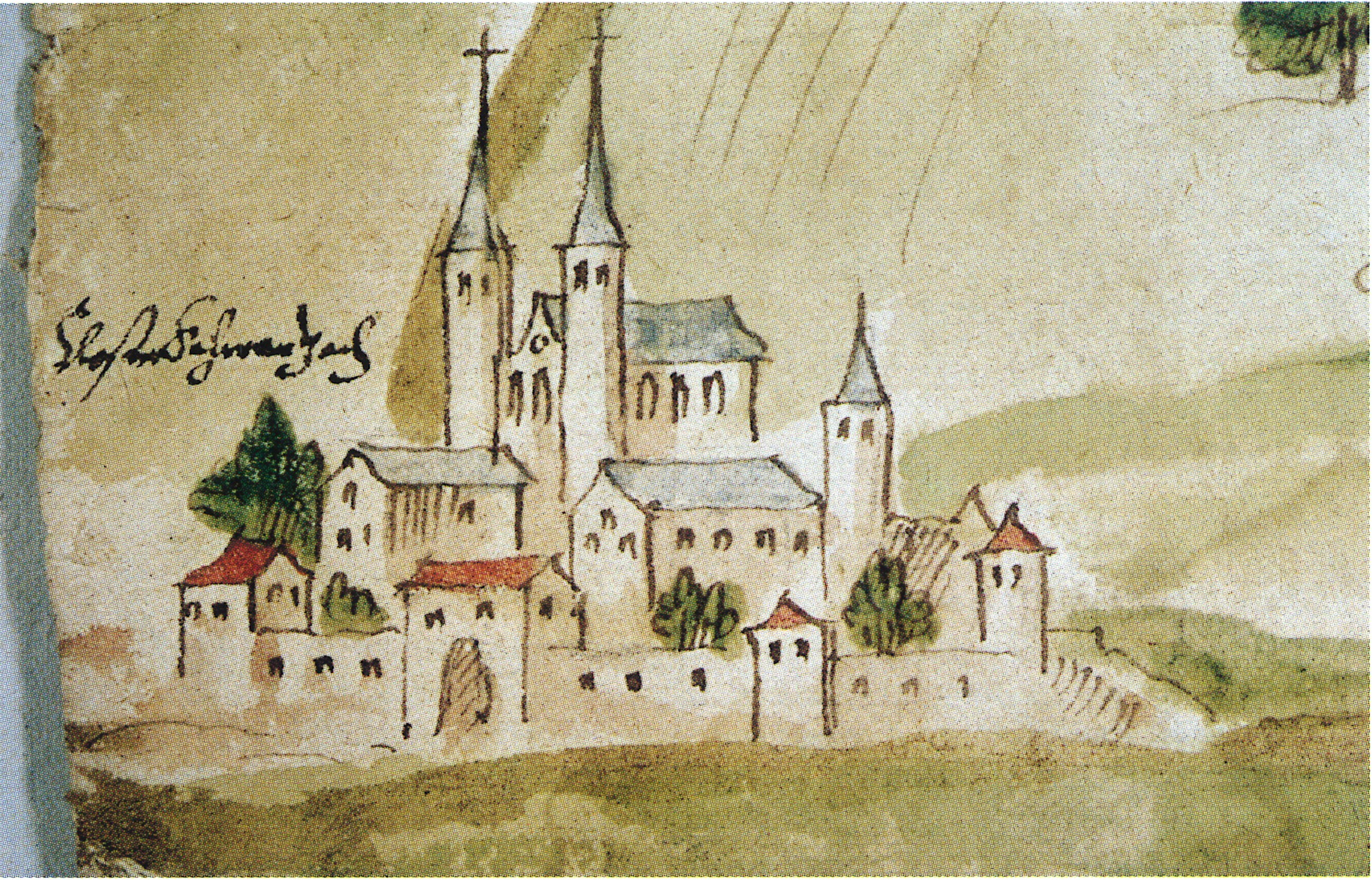
Die romanische Klosterkirche von Münsterschwarzach bildete jahrhundertelang den Mittelpunkt der heutigen Gemeinde, fantasievolle Zeichnung des 16. Jahrhunderts

Besondere Bedeutung für das Schwarzacher Becken hatte die Gründung des Klosters Münsterschwarzach im 8. Jahrhundert. Die kirchliche Institution bildete etwa 1000 Jahre den Mittelpunkt der Region. Alle Entscheidungen und Handlungen der Mönche wirkten sich indirekt auch auf die Orte der Umgebung aus. Direkter war der Zugriff auf die sogenannten Klosterdörfer, in denen die Äbte Untertanen und Grund besaßen. Die Abtei Münsterschwarzach erhielt durch zwei Schenkungswellen im Jahr 918 Rechte in verschiedenen Dörfern, zu denen auch „Gerlachshausen“ und „Tullstatt“ gehörten.
Ältere Verbindungen bestanden bereits durch die Pfarreistrukturen des Frühmittelalters. Pfarrort für Düllstadt, Hörblach und Schwarzenau war jahrhundertelang Gerlachshausen. Um die Gottesdienste auf der anderen Mainseite besuchen zu können, entstand in Schwarzenau auch die Mainfähre, an deren Stelle heute eine Brücke die beiden Gemeindehälften verbindet. In Hörblach gelang es der Abtei über das Kirchenpatronat in Gerlachshausen im Laufe des Mittelalters Fuß zu fassen und durch eine gezielte Erwerbungspolitik ihre Rechte zu erweitern.
Stadtschwarzach entstand sogar als von der Abtei geförderte „Planstadt“ im Hochmittelalter, worauf der planmäßige Grundriss und die kleine Gemarkung hinweisen. Hier wurden zunächst die Angestellten des Klosters angesiedelt. Stadtschwarzach diente als Absatzmarkt für Produkte, die in der benachbarten geistlichen Institution hergestellt wurden. Allerdings begannen die Einwohner der Stadt gegen ihre Herren aufzubegehren, sodass das Kloster Stadtschwarzach nach 1525 an den Bischof von Würzburg abgab.

#### Hochstift Würzburg und Bayern
Der Einfluss des Würzburger Fürstbischofs auf die Orte im Schwarzacher Becken war ebenfalls eine jahrhundertelange Klammer. Noch heute sind alle Orte Teil der Diözese Würzburg und liegen im Dekanat Kitzingen. Der Herrscher bewahrte sich in Mittelalter und Früher Neuzeit über sein Centgericht in Stadtschwarzach Einfluss über alle Dörfer der heutigen Gemeinde. Die Nähe des Klosters und der starke Einfluss des Diözesans über die Gemeinden im Schwarzacher Becken führten auch dazu, dass das Luthertum sich hier kaum ausbreitete, wenn auch einige Mönche im 16. Jahrhundert den Konvent verließen.
Die Säkularisation des Klosters Münsterschwarzach zu Beginn des 19. Jahrhunderts bedeutete einen tiefgreifenden Eingriff in die Wirtschafts- und Sozialstruktur des Schwarzacher Beckens. Nach der Auflösung des Klosters verfielen die historischen Verbindungen. Das Schwarzacher Becken bildete die Grenze mehrerer Landgerichte, aus denen später die Landkreise hervorgehen sollten. Düllstadt lag im Landkreis Gerolzhofen, während alle anderen heutigen Ortsteile an den Landkreis Kitzingen gelangten. Erst durch die Gemeindegebietsreform wurden alle Dörfer Teil des größeren Landkreises Kitzingen.
Die gemeindeübergreifende Zusammenarbeit begann allerdings schon vor der Gebietsreform. So war Münsterschwarzach lange Zeit ein Teil der Gerlachshäuser Gemarkung und die beiden Gemeinden kooperierten in Schulfragen zusammen. Bereits 1938 gründete sich einer der frühesten Schulverbände Unterfrankens. 1965 wurde die kommunale Zusammenarbeit in Schulsachen erweitert, weil sich nun die Dörfer der späteren Gemeinde zum Schulverband Schwarzacher Becken zusammenschlossen.

### Geschichte der Gemeindeteile

#### Düllstadt

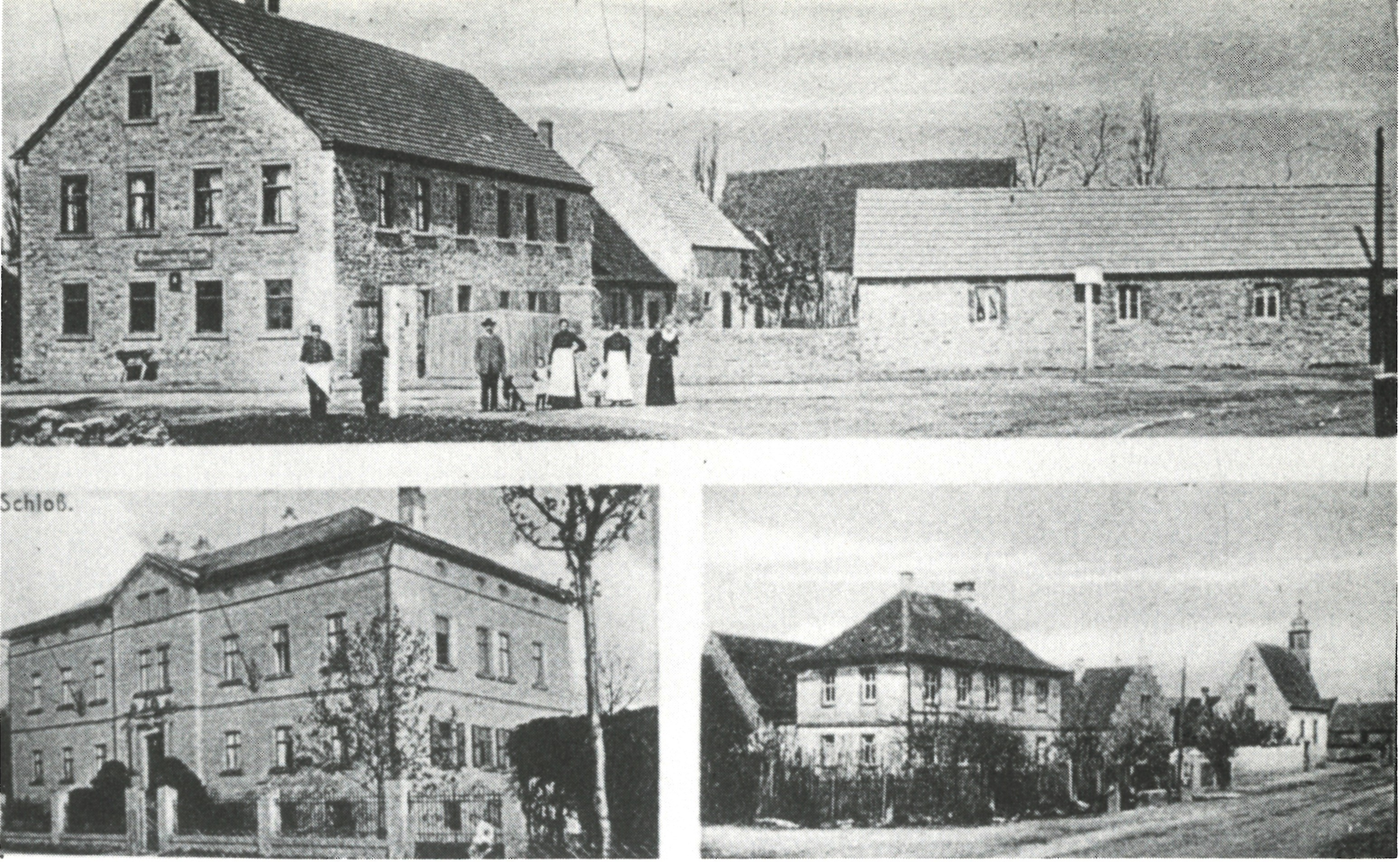
Postkarte aus Düllstadt mit seinen Sehenswürdigkeiten, gelaufen 1905

Erstmals urkundlich erwähnt wurde Düllstadt in einer Urkunde vom 21. April 918, die Ortsgeschichtsschreibung erwähnt jedoch häufig das unsicherere Jahr 815/816. Bereits im Frühmittelalter diente Düllstadt als Versorgungsort für die nahe Abtei. Hier wurden die Gewänder der Mönche hergestellt, weshalb ein großer Schafhof existierte. Nachdem der Ort für einige Zeit in die Hände der Grafen zu Castell gelangt war, trat zu Beginn des 14. Jahrhunderts wiederum das Kloster als Machtfaktor an die Stelle der Grafen.
Der Schafhof, der das Zentrum des Dorfes bildete, war in den folgenden Jahrhunderten immer wieder Anlaufpunkt für Plünderungen und Überfälle. So fiel am 26. Juli 1546 Johann Friedrich I. von Sachsen in Düllstadt ein und ließ das Vieh der Einwohner wegführen. Im Dreißigjährigen Krieg wurde das kleine Dorf durch die häufigen Zerstörungen nach und nach zur Wüstung. Erst nach 1648 begann man im Kloster über die Wiederbesiedlung des verlassenen Ortes nachzudenken. Als Abschluss des Wiederaufbaus entstand 1688 die kleine Dorfkirche an der Hauptstraße, zuvor besaß Düllstadt kein Gotteshaus.
Nach der Säkularisation der Abtei geriet Düllstadt zunächst in eine wirtschaftliche Krise. Der Schafhof wurde schließlich privatisiert und kam in der Folgezeit in die Hände wechselnder Gutsbesitzer. Die Gutsherren versuchten über ihren Besitz in Adelskreise aufzusteigen und errichteten das heute noch bestehende „Schloss“ als repräsentativen Familiensitz. Nach dem Zweiten Weltkrieg wurden viele der ehemals bestehenden, kleineren landwirtschaftlichen Betriebe aufgegeben und Düllstadt wandelte sich zu einer Auspendlergemeinde. Die Lage an der Bundesstraße 22 prägt heute das Leben in dem Ort.

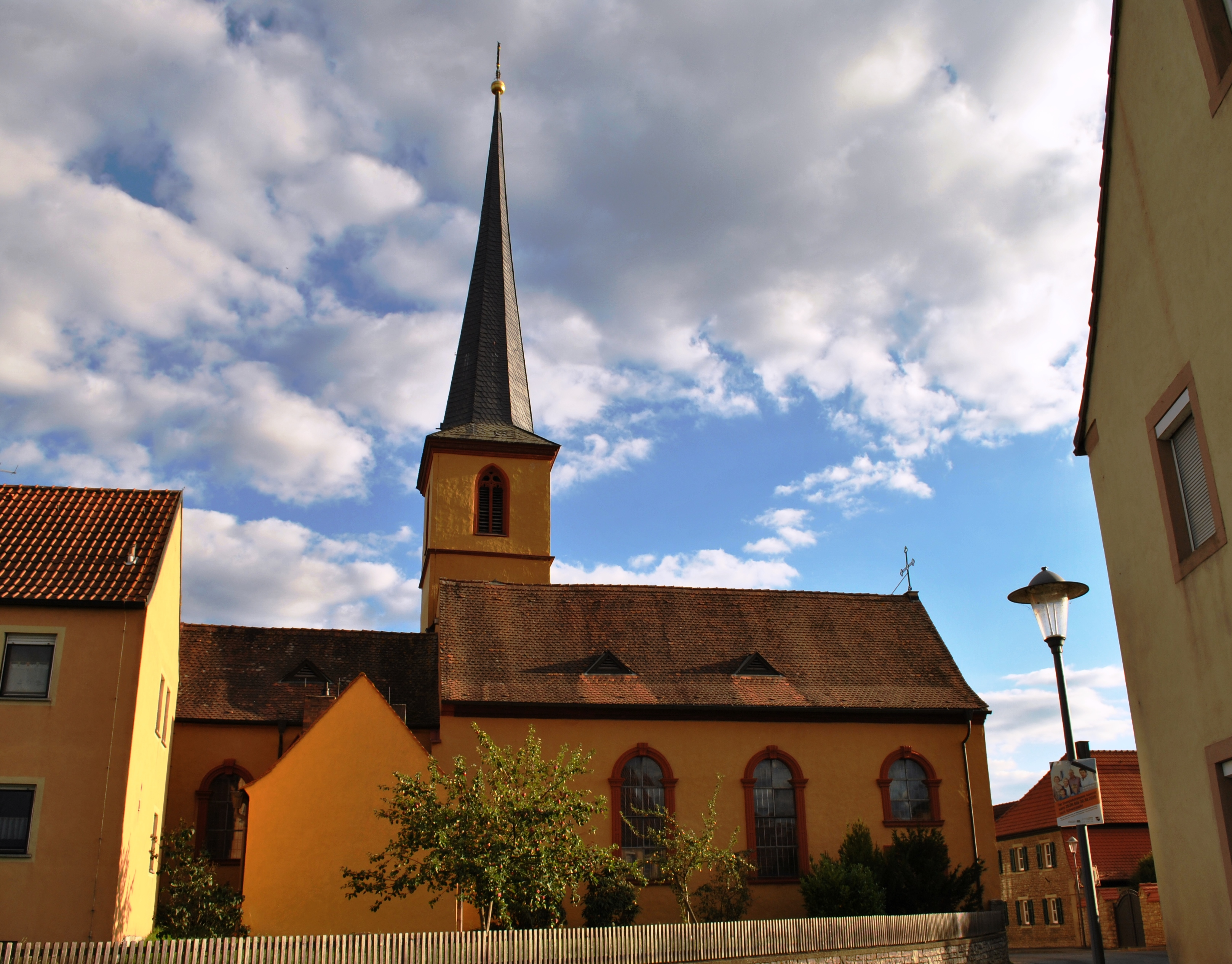
Der Vorgängerbau der Gerlachshäuser Ägidiuskirche gilt als Urpfarrkirche für die Orte des Schwarzacher Beckens

#### Gerlachshausen
Gerlachshausen kann als das älteste, rechtsmainische Dorf innerhalb der Gemeinde gelten. Aus seiner großen Gemarkung schnitt man im 8. Jahrhundert die Gemarkung des jungen Klosters heraus. Über seine Pfarrei, die die meisten Orte im Umland betreute, entwickelte der Ort früh zentralörtlichen Charakter. Erstmals urkundlich erwähnt wurde Gerlachshausen, wie Düllstadt, im Jahr 918. Über die frühe Zugehörigkeit zum Kloster gelangte das Dorf während des Hochmittelalters in die Hände der Grafen zu Castell, die auch einen befestigten Ansitz an der Stelle des heutigen Schlosses besaßen.
Nachdem das Nachbardorf des Klosters noch im Mittelalter wiederum an den Abt von Münsterschwarzach gelangt war, verlor die alte Pfarrkirche an Bedeutung. Stattdessen förderten die Mönche ihre Kirche in Stadtschwarzach. Gerlachshausen wurde schließlich im 18. Jahrhundert zu einer Filiale der Stadtschwarzacher Heiligkreuzkirche. Der Niedergang des Ortes fand seinen Ausdruck auch in den Zerstörungen des Dreißigjährigen Krieges. So wohnte 1648 nur noch ein Mann im Ort, der vom Fischfang lebte.
Die Auflösung des Klosters bedeutete einen tiefen Einschnitt für die Bewohner von Gerlachshausen. Bis 1864 gehörten die Häuser vor dem Kloster, das spätere Dorf Münsterschwarzach, sogar zur Gemarkung Gerlachshausen. Einen wirtschaftlichen Aufschwung für die noch weitgehend von der Landwirtschaft lebende Bevölkerung, brachte nach dem Zweiten Weltkrieg der Bau des Mainkanals zwischen Volkach und Gerlachshausen. Bis 1957 wurde der heute bestehende Kanal fertiggestellt. Die Orte in seiner Nähe profitierten während der Bauzeit auch wirtschaftlich.

#### Hörblach
Hörblach tauchte wesentlich später als Düllstadt und Gerlachshausen in den Quellen auf. Erst im 12. Jahrhundert nannten Urkunden den Ort „Hurwilaha“. Neben dem Kloster Münsterschwarzach besaß auch der Fürstbischof von Würzburg Untertanen im Dorf. Über den Adeligen Erkinger von Seinsheim, der im 15. Jahrhundert zum Dorfherren aufstieg, gelangte Hörblach im 16. Jahrhundert an die Markgrafen von Brandenburg-Ansbach. Allerdings währte diese Zwischenzeit nur kurz und nach 1556 war der Ort wieder Teil des Hochstifts Würzburg.
Hörblach war, über die Verbindungen zu den protestantischen Markgrafen, der einzige Ort im Schwarzacher Becken, in dem sich die Lehren Luthers in größerem Maße ausbreiten konnten. Nach der Rückgewinnung des Ortes forcierte der Würzburger Fürstbischof Julius Echter von Mespelbrunn zusammen mit Abt Johannes IV. Burckhardt von Münsterschwarzach die Gegenreformation in Hörblach. Abschluss der Bemühungen bildete die Umpfarrung der Filiale Hörblach ins benachbarte Stadtschwarzach.
Ähnlich wie in Düllstadt zerstörte der Dreißigjährige Krieg das Dorf weitgehend. Bereits in den 1630er Jahren war Hörblach verlassen und auch der Wiederaufbau kam nur schleppend in Gang. Das „neue“ Hörblach entstand näher am Main und wurde als Straßendorf mit gleichmäßig großen Höfen entworfen. Nach dem Übergang an Bayern entwickelte sich Hörblach zu einem wichtigen Übergangsort für die französischen Truppen Kaiser Napoleon Bonapartes. Erst zu Beginn des 20. Jahrhunderts erhielt das Dorf eine eigene Kirche, die dem Dorfheiligen Vitus geweiht wurde.

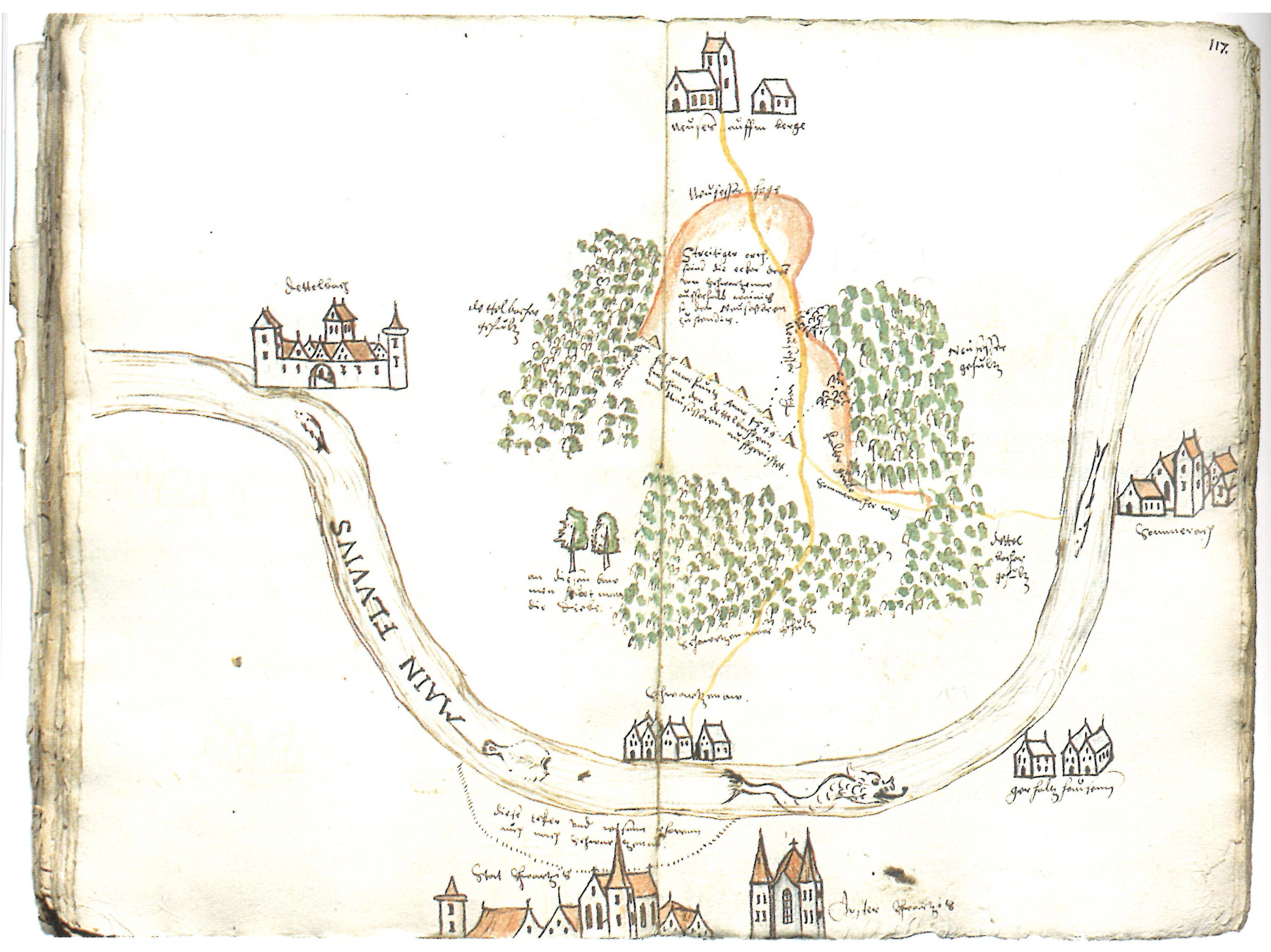
Die Orte am Main auf einer Karte um 1581, ganz unten: die Doppeltürme der Münsterschwarzacher Klosterkirche

#### Münsterschwarzach
Münsterschwarzach als Name der Siedlung um das Kloster ist jünger als der Mönchskonvent. Zunächst entstand die Abtei als adeliges Frauenkloster der Mattonen. Um die wirtschaftliche Versorgung der Nonnen sicherzustellen, entstand bereits kurz nach der Abteigründung ein Ort im Westen der Klosterkirche, in dem sich die Bediensteten ansiedelten. Diese ältere Siedlung trat durch archäologische Funde in den 1930er Jahren hervor. In Anspielung auf die Lage wurde sie nach einem Flurstück Siedlung am Mohli bzw. am Mannlehen genannt.
Im Verlauf des Spätmittelalters gab man die von Hochwasser bedrohte Siedlung in der Mainniederung wahrscheinlich auf. Vielleicht spielte in diesem Zusammenhang auch die planmäßige Anlage des weiter südlich gelegenen Stadtschwarzach eine Rolle, das nun die Klosterbediensteten aufnehmen konnte. Erstmals urkundlich erwähnt wurde das Dorf Schwarzach in einer Urkunde von 1326. Die wohl aus wenigen Häusern bestehende Siedlung gruppierte sich um einen Gasthof, in dem die weniger hochgestellten Gäste des Klosters abstiegen.
Die Klostersiedlung blieb nicht lange unabhängig und kam von 1348 bis in die zweite Hälfte des 19. Jahrhunderts an das benachbarte Gerlachshausen. Dies erklärt auch die heute noch kleine Gemarkung des inzwischen, nach Einwohnern, zweitgrößten Ortsteils der Gemeinde. 1864 erhielt Münsterschwarzach schließlich eine eigene Gemarkung und wurde politisch von Gerlachshausen getrennt. Die Beziehungen zum Nachbarort sind jedoch auch heute noch eng. Zentrum des Ortes bildet heute die 1914 wiedergegründete Abtei Münsterschwarzach.

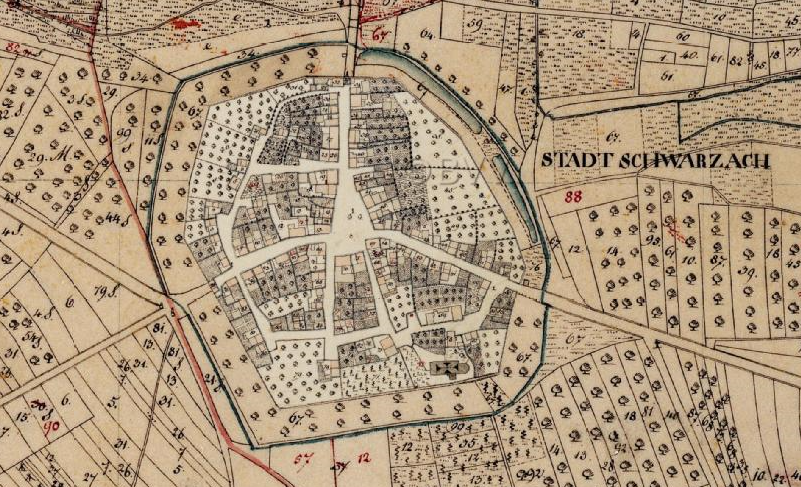
Die Stadtschwarzacher Altstadt auf dem Bayerischen Urkataster zu Beginn des 19. Jahrhunderts

#### Stadtschwarzach
Stadtschwarzach ist die jüngste Siedlung im heutigen Gemeindegebiet. Wahrscheinlich entstand die Stadt als geplante Siedlung im 13. Jahrhundert. Stadtschwarzach erhielt seinen Namen nicht nach dem Silber- oder dem Castellbach, an dem es liegt, sondern wurde nach dem übernächsten Mainzufluss Schwarzach benannt. Wahrscheinlich ist deshalb eine Aufnahme des Namens des bereits existierenden, benachbarten Klosters. Es ist davon auszugehen, dass der Ort als Handelsposten von den Mönchen von Münsterschwarzach auf Betreiben von Abt Herold gegründet wurde. Erstmals erwähnt wurde Stadtschwarzach 1228/1230.
Stadtschwarzach präsentierte sich in Mittelalter und Früher Neuzeit als sogenannter Rundling, als geplant angelegte Siedlung mit einem nahezu kreisrunden Grundriss. Zentrum der Siedlung war der Marktplatz, auf den alle Hauptstraßen zuführten. Im Laufe des Spätmittelalters gelang es den Bewohnern der jungen Stadt ihr Gotteshaus zu einer Pfarrkirche auszubauen. Der geistliche Aufschwung ging mit der Etablierung einer Wallfahrt einher, die ein wundertätiges Gnadenbild der Muttergottes zum Ziel hatte.
Die selbstbewusste Bürgerschaft von Stadtschwarzach begann sich im 16. Jahrhundert gegen den Abt als Stadtherren aufzulehnen. Nach dem Deutschen Bauernkrieg verkaufte 1531 das Kloster Münsterschwarzach seine verbliebenen Rechte an der Stadt an den Würzburger Bischof. Stadt und Kloster blieben aber noch lange Zeit wirtschaftlich verbunden. Nach der Auflösung der Abtei stieg auch Stadtschwarzach ab. Die Verantwortlichen, insbesondere der Magistrat der Stadt, entschieden schließlich 1818 auf die Vorrechte einer Stadt zu verzichten und fortan als Marktgemeinde zu firmieren. Heute erinnern kaum noch Bauten an die städtische Vergangenheit.

#### Schwarzenau

Die Schwarzenauer Mainfähre vor der ruinösen Neumannbasilika im 19. Jahrhundert

Schwarzenau besitzt eine sehr lange Siedlungsgeschichte. Anders als bei den anderen Schwarzacher Ortsteilen kann eine Siedlungskontinuität seit der Steinzeit durch Lesefunde und Ausgrabungen in den 1960er nachgezeichnet werden. Besonders bedeutsam sind die Funde aus der Latènezeit, die ab 1963 direkt im Ort gemacht wurden. So konnte eine 10 m lange Hütte verortet werden, die bereits auf die im Main gelegene Furt ausgerichtet war. Erstmals urkundlich erwähnt wurde Schwarzenau allerdings erst im Jahr 1074.
Zunächst war Schwarzenau dem Kloster auf der gegenüberliegenden Mainseite zugeordnet. Im Laufe des 14. Jahrhunderts entfremdete sich der lediglich über eine Mainfähre mit der Abtei verbundene Ort von Münsterschwarzach. Das Machtvakuum wurde von den Grafen von Henneberg ausgefüllt, die zu den neuen Dorfherren von Schwarzenau aufstiegen. Die Grafen vergaben ihren Ort im Laufe des Mittelalters und der Frühen Neuzeit als Lehen an verschiedene andere Adelsgeschlechter. Besonders einflussreich wurden die Herren Echter von Mespelbrunn, unter deren Regie 1609 Schwarzenau zu einer eigenen Pfarrei aufstieg.
Später stiegen die Herren von Erthal zum Dorfherren auf. Auch nach der Mediatisierung der meisten Adelsherrschaften blieb der Einfluss der ehemaligen Dorfherren noch groß. Die zuletzt im Besitz des Dorfes gewesenen Herren von Ingelheim etablierten noch bis 1848 ein Patrimonialgericht. Der schrittweise Übergang an Bayern war allerdings nicht das einzige, was die Schwarzenauer bewegte. Durch die Mainfähre stieg das Dorf während der Koalitionskriege zu einem zentralen Durchmarschplatz der verschiedenen Armeen auf. Heute bildet das aus dem ehemaligen Herrschaftsgut stammende Hofgut den Mittelpunkt des Dorfes. In den Räumlichkeiten ist das Lehr-, Versuchs- und Fachzentrum für Schweinehaltung der Bayerischen Landesanstalt für Landwirtschaft untergebracht.

### Ortsname
Der Gemeindename Schwarzach am Main entstand ebenfalls im Zuge der Gemeindegebietsreform. Während das Toponym „am Main“ auf die Lage auf beiden Seiten des Flusses anspielt und zur Unterscheidung gleichnamiger Orte (wie Schwarzach in Niederbayern, Schwarzach bei Nabburg) angehängt wurde, geht die Bezeichnung Schwarzach auf den ortsbildprägenden Bachlauf gleichen Namens zurück. Der Mainzufluss Schwarzach, der das Gemeindegebiet prägt, wurde bereits von den germanischen Stammesverbänden benannt. Die Endung -ach leitet sich vom althochdeutschen -aha ab, was so viel wie fließendes Wasser, Fluss bedeutet, ist aber von seinem Ursprung her bereits dem Indogermanischen entlehnt. Das Präfix Schwarz- gibt dagegen Hinweise auf eine dunkle Einfärbung des Wassers.
Bereits die Nonnen des 8. Jahrhunderts bezeichneten ihre Niederlassung nach dem Bach. Das „Monasterium Suuarzaha“ oder „Suarizaha“ wurde später in ein Männerkloster umgewandelt, das sich ebenfalls nach dem Bach nannte. Die Mönche „exportierten“ den Namen auch. So griff das Klosterdorf Stadelschwarzach die Bezeichnung ebenso auf, wie die von den Benediktinern geförderte Stadt-Schwarzach. Älter ist dagegen die Benennung von Schwarzenau, das über den Namen auf seine Lage gegenüber der Schwarzachmündung in den Main verweist.
Im Laufe des 15. Jahrhunderts differenzierten sich die Bezeichnungen der Nachbarorte (Münster-)Schwarzach und (Stadt-)schwarzach weiter aus. Um auf die klösterliche Tradition hinzuweisen, erhielt das Klosterdorf das aus dem Lateinischen stammende Präfix Münster- (abgeleitet von Monasterium-Kloster). Erst im 18. Jahrhundert wurde die Stadt mit dem Hinweis auf ihre bürgerliche Tradition mit einem eigenen Präfix ausgestattet. Nach dem Verlust der Stadtrechte 1818 wurde der heutige Hauptort manchmal bereits als Marktschwarzach benannt.

### Einwohnerentwicklung
Einwohnerzahlen, die das gesamte, heutige Gemeindegebiet umfassen, liegen erst seit den 1970er Jahren vor. Zuvor wurden, seit der ersten Hälfte des 19. Jahrhunderts, die Zahlen der einzelnen Gemeinden erfasst. Durch Addition der einzelnen Ortskennziffern kann man die Zahlen dadurch bis 1840 zurückprojizieren. Einwohnerzahlen aus dem Mittelalter bzw. der Frühen Neuzeit beruhen dagegen auf Schätzungen, die über die Addition von Hausvorständen (nur Männer) und der durchschnittlichen Kinderzahl entstanden.
So sind für Hörblach um 1558 etwa 113 Bewohner nachgewiesen. Die geringen Zahlen werden auch anhand der Konventsstärke der Abtei Münsterschwarzach im 16. Jahrhundert deutlich. So bewohnten 1598 17 Mönche das Kloster. Der Dreißigjährige Krieg bedeutete einen tiefen Einschnitt, der auch anhand der Bevölkerung nachgewiesen werden kann. So lagen die Orte Düllstadt und Hörblach 1648 komplett wüst, in Gerlachshausen lebte noch ein einziger Mann. Alle Orte wurden in der Folgezeit wieder aufgebaut, wobei Hörblach am neuen Standort merklich vergrößert wurde.
Während die Bevölkerung im 19. Jahrhundert weitgehend konstant blieb, kam es im 20. Jahrhundert zu einigen einschneidenden Änderungen. Insbesondere die Wiedergründung der Abtei Münsterschwarzach am alten Standort im Jahr 1913 führte zu einem starken Wachstum der Gemeinde. Münsterschwarzach wurde durch den riesigen Konvent zeitweise zum einwohnerreichsten Ort noch vor dem historisch größeren Stadtschwarzach. Nach dem Zweiten Weltkrieg wuchsen alle Orte gleichermaßen, was insbesondere durch die Flüchtlingsströme aus den ehemals deutschen Gebieten ausgelöst wurde. Nun begannen die Gemeinden, insbesondere Stadtschwarzach, auch Neubaugebiete auszuweisen. Heute hat Schwarzach am Main etwa 3600 Einwohner.
| Jahr | Einwohner | Jahr | Einwohner | Jahr | Einwohner |
| ---- | --------- | ---- | --------- | ---- | --------- |
| 1840 | 1703      | 1970 | 3016      | 2014 | 3516      |
| 1871 | 1699      | 1987 | 3190      | 2015 | 3574      |
| 1900 | 1571      | 2009 | 3669      | 2016 | 3642      |
| 1925 | 1918      | 2010 | 3678      | 2017 | 3621      |
| 1939 | 2132      | 2011 | 3540      | 2018 | 3628      |
| 1950 | 2996      | 2012 | 3530      | 2019 | 3620      |
| 1961 | 2798      | 2013 | 3524      | 2020 | -         |

| Gemeindeteil      | 1840 | 1900 | 1933 | 1961 | 1987 |
| ----------------- | ---- | ---- | ---- | ---- | ---- |
| Düllstadt         | 163  | 145  | 172  | 201  | 188  |
| Gerlachshausen    | 286  | 218  | 239  | 322  | 341  |
| Hörblach          | 223  | 252  | 249  | 285  | 375  |
| Münsterschwarzach | 233  | 203  | 528  | 837  | 828  |
| Schwarzenau       | 283  | 292  | 351  | 405  | 517  |
| Stadtschwarzach   | 515  | 461  | 546  | 743  | 941  |

Im Zeitraum 1988 bis 2018 stieg die Einwohnerzahl von 3195 auf 3628 um 433 Einwohner bzw. um 13,6 %. 2011 hatte der Markt 3692 Einwohner.
Quelle: BayLfStat

## Politik

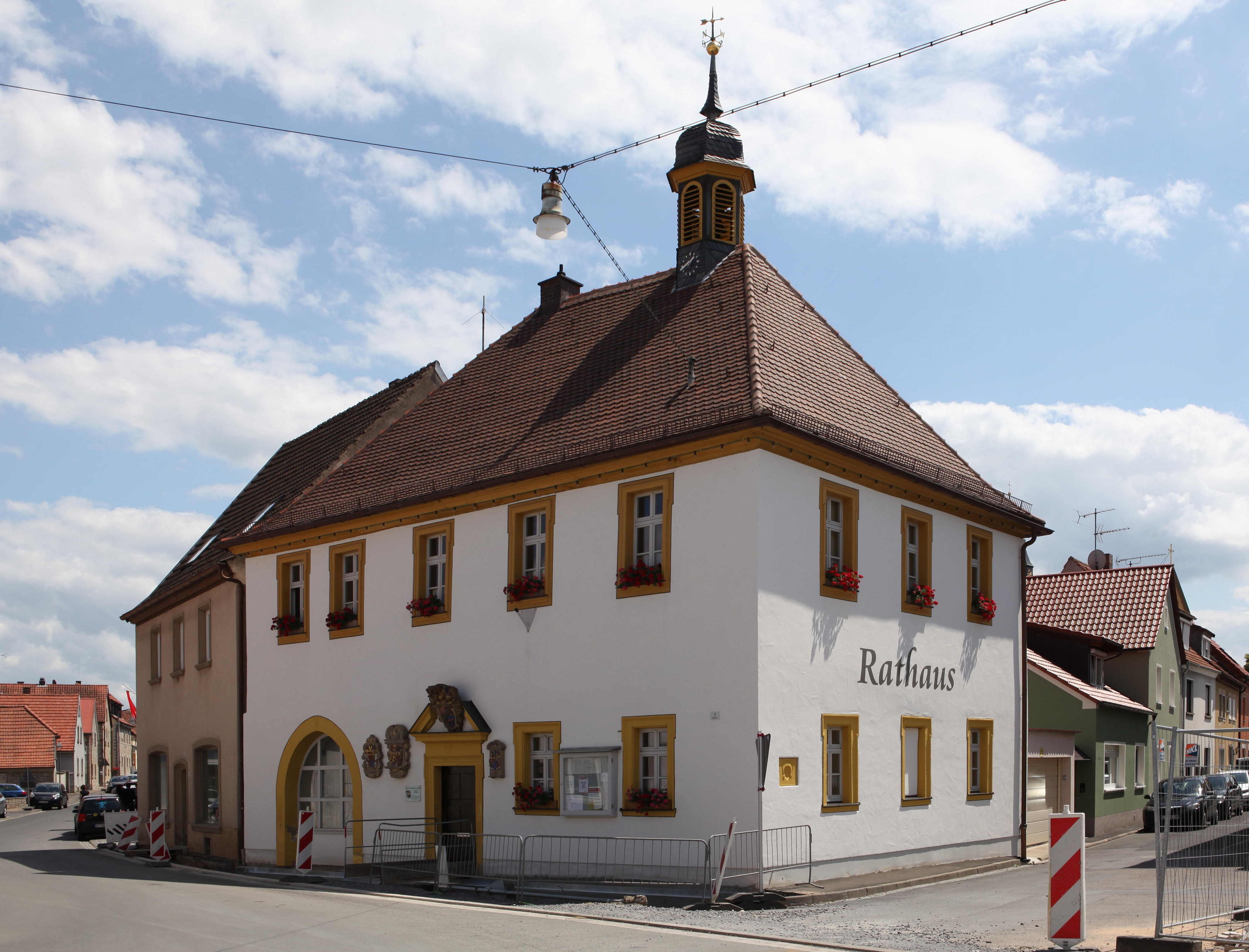
Rathaus

### Bürgermeister
Volker Schmitt (Freie Christliche Wählergemeinschaft) ist seit 1. Mai 2014 Erster Bürgermeister; dieser wurde am 15. März 2020 mit 93,7 % der Stimmen wiedergewählt.

### Gemeinderat
Die Gemeinderatswahl am 15. März 2020 führte bei einer Wahlbeteiligung von 68,5 % zu folgender Zusammensetzung des Gemeinderats von Schwarzach:
| Partei / Liste                             | Stimmenanteil 2020 (2014) | Sitze 2020 (2014) | Stimmenanteil 2008 |
| Christlich-Soziale Union in Bayern (CSU)   | 33,9 % (40,2 %)           | 5 (6)             | 32,1 %             |
| BayernSPD (SPD)                            | — (4,3 %)                 | — (1)             | 4,4 %              |
| Freie Christliche Wählergemeinschaft (FCW) | 46,7 % (48,7 %)           | 8 (8)             | 52,3 %             |
| Abtei Münsterschwarzach                    | 07,9 % (6,8 %)            | 1 (1)             | 11,2 %             |
| Wählergemeinschaft Düllstadt               | 011,6 % (—)               | 2 (—)             | —                  |

### Wappen
| Wappen von Schwarzach am Main | Blasonierung: „In Silber ein breiter links gerichteter schwarzer Schrägbalken, belegt mit einer eingekerbten von Silber und Rot gevierten Fahne an goldener Lanze, beidseitig begleitet von je drei auf die Spitze gestellten roten Quadraten.“ |
| Wappen von Schwarzach am Main | Wappenbegründung: Die von Silber und Rot gevierte Fahne des Hochstifts Würzburg im Wappen des Marktes Schwarzach stammt aus dem Wappen des Ortsteils Stadtschwarzach, der bereits 1230 urkundlich genannt wurde und auch heute noch das Zentrum des Marktes ist. Der Ort erhielt früh die Stadtrechte, gab sie jedoch 1818 auf und wurde Markt. Seit dem 14. Jahrhundert ist die Siegelführung von Stadtschwarzach belegt. Im Schild des Siegels stehen zwei gekreuzte Krummstäbe, das Zeichen des Klosters Münsterschwarzach, das zu dieser Zeit die Ortsherrschaft besaß. Im 15. Jahrhundert war der Schild im Siegel gespalten, vorne stand die Würzburger Hochstiftsfahne, hinten befanden sich die gekreuzten Krummstäbe. Seit 1531 hatte das Hochstift Würzburg die alleinige Ortsherrschaft. In Siegeln des 16. Jahrhunderts ist der Schild mit einem breiten Querbalken belegt, der in vorhandenen Wappenbildern schwarz dargestellt ist. Im 17. Jahrhundert wurde im Wappen nur die Hochstiftsfahne geführt. Die sechs roten Quadrate im heutigen Wappen symbolisieren die zu Schwarzach gehörenden Gemeindeteile. Der schwarze Querbalken steht redend für den Ortsnamen. Die Farben Silber und Rot sind die Farben Frankens. Das Wappen wurde am 22. August 1983 durch die Regierung von Unterfranken verliehen. Es wurde vom Grafiker Ossi Krapf geschaffen. |

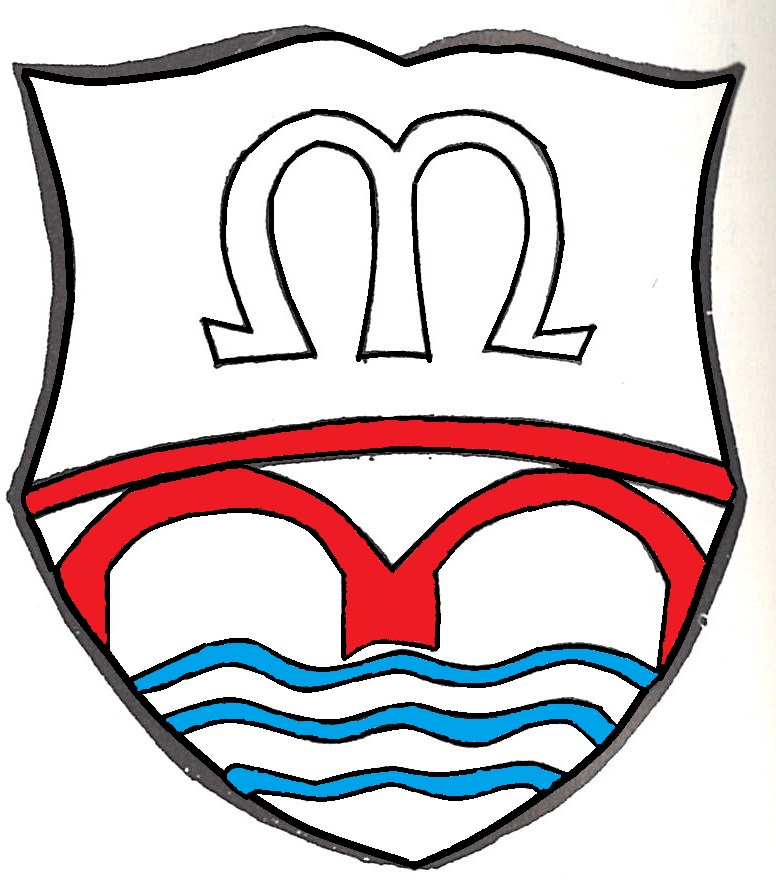
Wappen von Münsterschwarzach
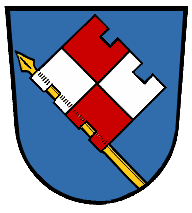
Wappen von Stadtschwarzach
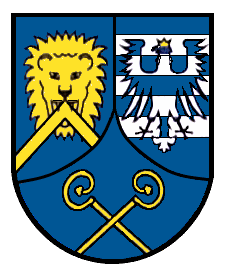
Wappen der Abtei Münsterschwarzach

### Städtepartnerschaften
Schwarzach unterhält eine Partnerschaft:
- : Die Gemeinde La Chapelle-en-Serval in Nordfrankreich (seit 2016)

## Kultur und Sehenswürdigkeiten

### Baudenkmäler

#### Kirchen und Kapellen
Die alte katholische Tradition aller Gemeindeteile von Schwarzach am Main führte zur Anlage von Kirchen. Heute besitzt jedes der Dörfer ein eigenes Gotteshaus, wobei in Münsterschwarzach die Klosterkirche zugleich auch Funktionen einer Filialkirche übernimmt. Die Klosterkirche stellt auch den bedeutendsten Sakralbau innerhalb der Gemeinde dar. Sie überragt mit ihren vier Türmen die rechtsmainischen Ortsteile von Schwarzach am Main und taucht auch im Gemeindelogo auf. Alle Kirchengemeinden sind in der Pfarreiengemeinschaft Stadtschwarzach, Schwarzenau, Reupelsdorf (Schwarzach) zusammengeschlossen.
Dabei ist die heutige Klosterkirche bereits das vierte Gotteshaus an der nahezu selben Stelle. Zunächst erbauten die Nonnen des Frauenklosters Münsterschwarzach eine Kirche im karolingischen Stil, von der sich heute keine Überreste mehr erhalten haben. 1023 entstand dann die romanische Klosterkirche, die bis ins 18. Jahrhundert Bestand haben sollte. Balthasar Neumann war schließlich der Erbauer der barocken Klosterkirche, die im Zuge der Säkularisation nach nur 100 Jahren wieder verschwand. Nach der Wiederbesiedlung der Abtei 1914 verpflichteten die Mönche den Architekten Albert Boßlet zum Bau der heutigen Kirche, die in ihrem Äußeren die Bauformen ihrer Vorgänger aufgreift
Ähnlich alt wie die Klosterkirche(n) ist auch das Gotteshaus im benachbarten Gerlachshausen. Der Ort war bis ins 14. Jahrhundert Urpfarrei für die Orte entlang der Schwarzach. Die heutige Kirche präsentiert sich in den Formen des 15. und 16. Jahrhunderts und besitzt mit dem charakteristischen Echterturm ein Symbol der Gegenreformation im Hochstift Würzburg. In Stadtschwarzach, das im Laufe des 14. Jahrhunderts zu einer eigenen Pfarrei aufstieg, erweiterte man die Heiligkreuzkirche, weil eine Wallfahrt zu einer wunderbringenden Madonna einsetzte. Schwarzenau stieg im 16. Jahrhundert durch die Förderung der Familie Echter von Mespelbrunn zu einer Pfarrei auf. → siehe auch: St. Ägidius (Gerlachshausen), Heiligkreuzkirche (Stadtschwarzach) und St. Laurentius (Schwarzenau)
In den Kirchen haben sich Kunstwerke aus nahezu allen Epochen der abendländischen Kunstgeschichte erhalten. Noch aus der romanischen Egbertbasilika stammt das als Spolie eingebaute Säulenkapitell in der heutigen Klosterkirche. In Stadtschwarzach hat sich die Wallfahrtsmadonna des 14. Jahrhunderts erhalten, die jahrhundertelang als wundertätig galt. Ein herausragendes Barockensemble bilden die Altäre der Ägidiuskirche in Gerlachshausen. Die jüngste Kirche der Gemeinde ist in Hörblach zu finden. Die Vituskirche entstand zwischen 1902 und 1903 in den Formen des Neobarock und des Jugendstil.

#### Profanbauten

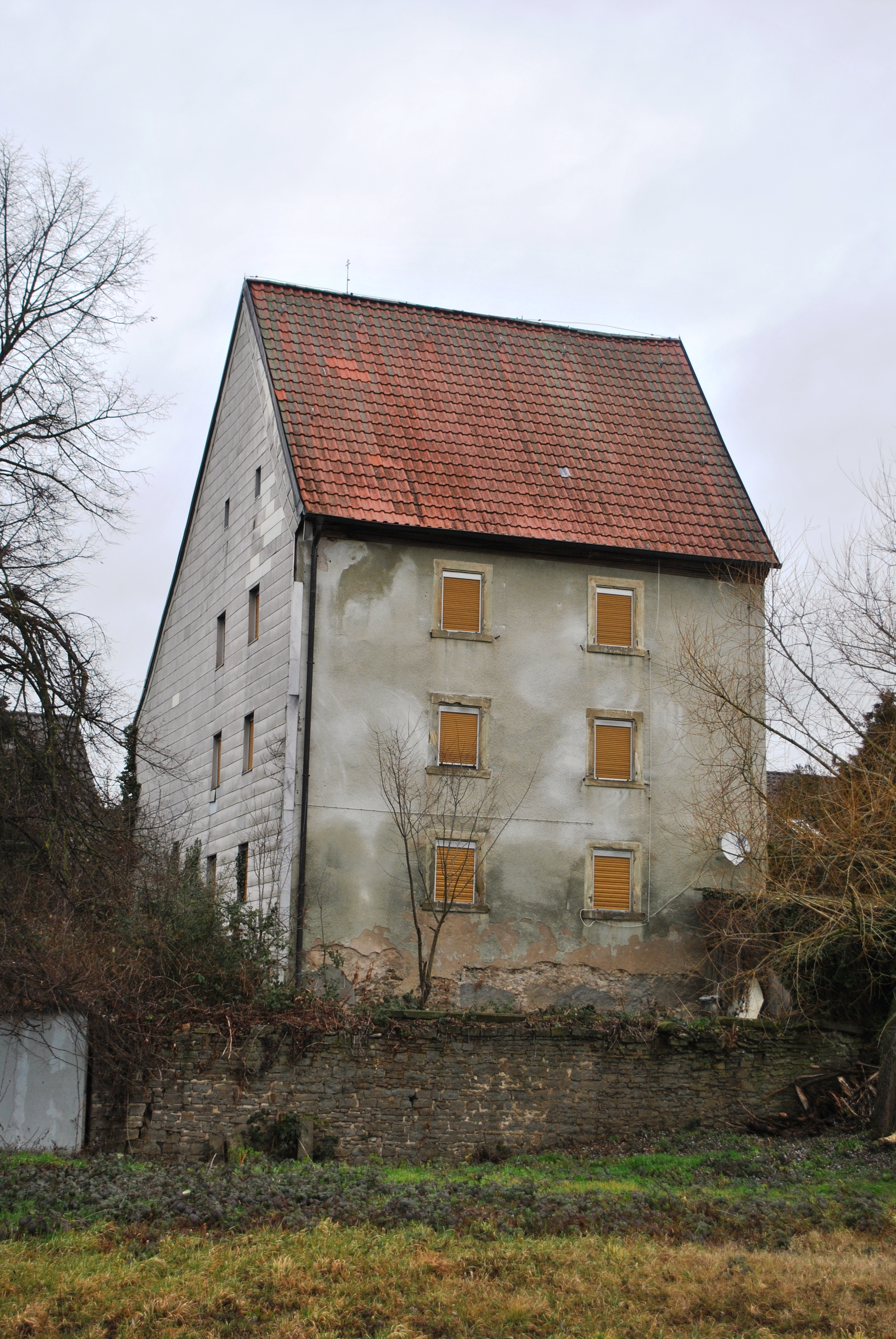
Das Schloss in Gerlachshausen

Vielfältig genutzte Profanbauten haben sich in allen Ortsteilen von Schwarzach erhalten. Besonders mit der Geschichte des jeweiligen Dorfes in Verbindung stehen die drei Schlösser, die in der Vergangenheit von adeligen Personen bewohnt waren. Besonders bedeutsam war das Schloss in Gerlachshausen, das 1115 als Amtsschloss an das Kloster Münsterschwarzach kam. Der heutige Bau geht auf das 17. Jahrhundert zurück und wurde durch frühere bauliche Eingriffe stark verändert. Mit seinem steilen Frackdach prägt es die Silhouette von Gerlachshausen mit. → siehe auch: Schloss Gerlachshausen
In Schwarzenau, das lange Zeit als hennebergisches Lehen in der Hand verschiedener Adelsgeschlechter war, bestehen sogar zwei Herrensitze. Das alte Schloss in Mainnähe bildete den mittelalterlichen Ortsmittelpunkt. Erst im 18. Jahrhundert wandelte man das Schloss in ein bäuerliches Hofgut um, das heute keine repräsentativen Elemente mehr besitzt. Das neue Schloss, weiter entfernt vom Fluss, geht auf die Familie Echter von Mespelbrunn zurück, die hier einen Familiensitz errichtete. Heute ist das neue Schloss im Besitz des bayerischen Staates. Hier ist die Lehr-, Versuchs- und Fachanstalt für Tierhaltung untergebracht. → siehe auch: Altes Schloss Schwarzenau (Unterfranken) und Neues Schloss Schwarzenau (Unterfranken)
Die mittelalterliche Stadt Schwarzach, die noch heute den inoffiziellen Hauptort der Gemeinde bildet, besaß bereits bei ihrer Gründung ein Gebäude, in dem sich der Rat traf. Dieses Rathaus am historischen Marktplatz hat sich erhalten und wird noch heute von der Gemeindeverwaltung genutzt. Sein heutiges Erscheinungsbild geht auf die erste Hälfte des 18. Jahrhunderts zurück, als man den schlichten Walmdachbau mit dem kleinen Dachreiter erbaute. Die außen angebrachten Wappen der Fürstbischöfe von Würzburg weisen auf die geschichtliche Zugehörigkeit Stadtschwarzachs hin.

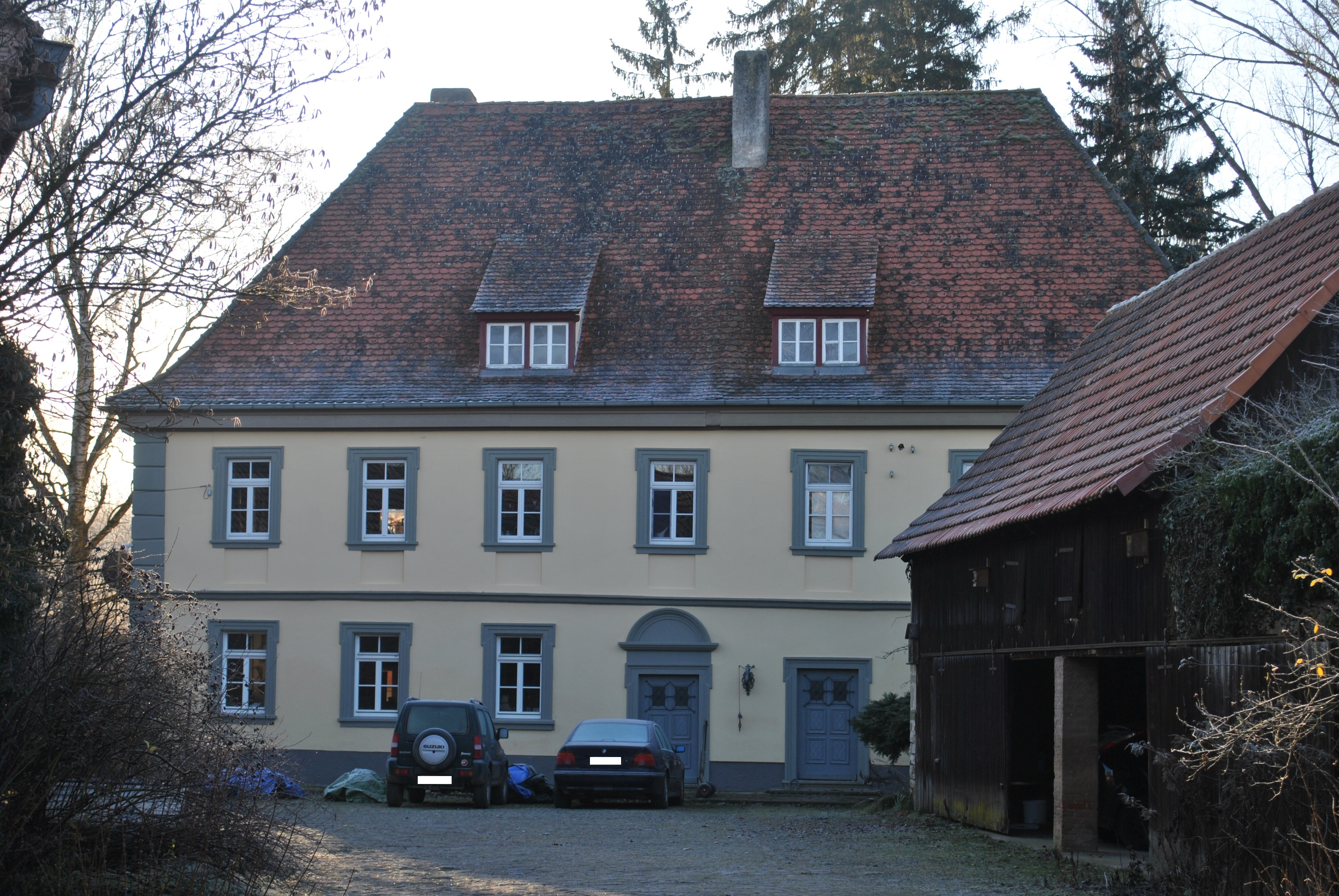
Die Düllstadter Klostermühle

Keine repräsentativen, stattdessen wirtschaftlich wichtige Aufgaben übernahmen die vielen Mühlen, die entlang der Schwarzach und den anderen Bächen entstanden. Die meisten Betriebe stellten im Mittelalter die Versorgung des Klosters und seiner Insassen mit Mehl sicher. Von den ehemals über zehn Wassermühlen ist die historische Bedeutung noch anhand zweier Gebäude ablesbar, die beide mehr zugleich auch als Verwaltungsbauten entstanden. Die Klostermühle in Münsterschwarzach wurde von Balthasar Neumann errichtet und erinnert mit der reichen Fassadengliederung an ein Schloss. Nach der Auflösung der Abtei war hier im 19. Jahrhundert eine der ersten Papierfabriken Deutschlands untergebracht. In der heutigen Düllstadter Mühle war lange Zeit ein Amtshaus der Mönche untergebracht und erst im 19. Jahrhundert wandelte man das Haus in einen Mühlenbetrieb um. → siehe auch: Klostermühle (Münsterschwarzach) und Klostermühle (Düllstadt)
Das geschlossene naturräumliche Gefüge des Schwarzacher Beckens brachte eigene Bauformen hervor. Stadtschwarzach präsentierte sich wohl während des Mittelalters als eine Fachwerkstadt. Vom ehemaligen Formenreichtum zeugen noch das Engelwirtshaus und der ehemalige Zehnthof des Klosters in der Schmiedsgasse 2. Im benachbarten Münsterschwarzach besteht das ebenfalls mit Fachwerk ausgestattete Gasthaus Zum Benediktiner. Im 18. und 19. Jahrhundert entstanden im Becken die typischen Sandsteinbauten. Sie präsentieren sich als eingeschossige Walmdachhäuser, die giebelständig errichtet wurden. Durch den Verkehrsausbau sind diese Häuser bedroht und verschwinden. Besonders viele haben sich noch entlang der Gerlachshäuser Hauptstraße erhalten. → siehe auch: Engelwirtshaus (Stadtschwarzach), Gasthof Zum Benediktiner

#### Bildstöcke und Kleindenkmäler
Neben den größeren Bauwerken haben sich auch kleinere Denkmäler vergangener Jahrhunderte erhalten. Besonders typisch sind die katholischen Bildstöcke (auch Martern), die zur privaten Andacht oder als Zeichen der Volksfrömmigkeit ab dem Spätmittelalter gesetzt wurden. Der älteste Bildstock ist vor dem Kloster zu finden. Er datiert auf das Jahr 1475 und besitzt auf seinem Aufsatz eine Kreuzigungsdarstellung. Am Bildstockschaft wurde auf die häufigen Renovierungen des Stocks in vergangenen Jahrhunderten hingewiesen. Ebenfalls der Gotik zuzurechnen ist ein Bildstock vor dem Gerlachshäuser Friedhof. Sein Aufsatz wurde allerdings erneuert. → siehe auch: Kreuzigungsbildstock (Münsterschwarzach)
Der Vitusbildstock von Hörblach stammt aus dem Jahr 1618 und weist mit seinen rahmenden Säulen auf die Zeit der Renaissance hin. Noch jünger ist der sogenannte Christoffel von Münsterschwarzach. Nach dem Dreißigjährigen Krieg begann die eigentliche Blütezeit der Bildstöcke in Franken. Aus dieser Epoche stammen der Akanthusbildstock vor der Kirche in Düllstadt und die meisten noch erhaltenen Stöcke in Stadtschwarzach. Im 18. Jahrhundert differenzierte sich das Bildprogramm der Stöcke weiter aus. So entstanden die sogenannten Kreuzschlepper, Darstellungen des kreuztragenden Christus, wie am Stadtschwarzacher Marktplatz. Der Schwarzenauer Mariä Krönungsbildstock greift dagegen noch die klassischen Formen auf. → siehe auch: Vitusbildstock (Hörblach), Christoffelbildstock und Mariä Krönungsbildstock (Schwarzenau)
Im 20. Jahrhundert endete die große Zeit der Bildstöcke. Nach dem Ersten Weltkrieg übernahmen in den kleinen Gemeinden des Schwarzacher Beckens die Kriegerdenkmäler die Aufgabe der Martern. Zwei kunsthistorisch bedeutsame Denkmäler haben sich in Schwarzenau und Stadtschwarzach erhalten. Beide datieren auf das Jahr 1920. Während man in Stadtschwarzach eine Pietàgruppe als Aufsatz für das Denkmal auf dem Marktplatz wählte, schuf man in Schwarzenau einen schlichteren Sandsteinpfeiler, der vor der Kirche Aufstellung fand.

### Sehenswertes in der Natur
Nördlich von Schwarzach befindet sich das Naturschutzgebiet Sandfluren bei Volkach, Schwarzach am Main und Sommerach. Zwischen den Orten Gerlachshausen und dem Volkacher Ortsteil Dimbach befindet sich die Wüstung Lindhof als Bodendenkmal, ein weiteres Bodendenkmal ist die Siedlung am Mohli, die neben dem Kloster bis ins 13. Jahrhundert bestand. Um Hörblach ist das sogenannte Hörblacher Seengebiet zu finden, das aus Baggerseen und mehreren natürlichen Gewässern besteht. Zwei Seen sind als Naturdenkmäler eingeordnet.

## Wirtschaft und Infrastruktur

### Verkehr

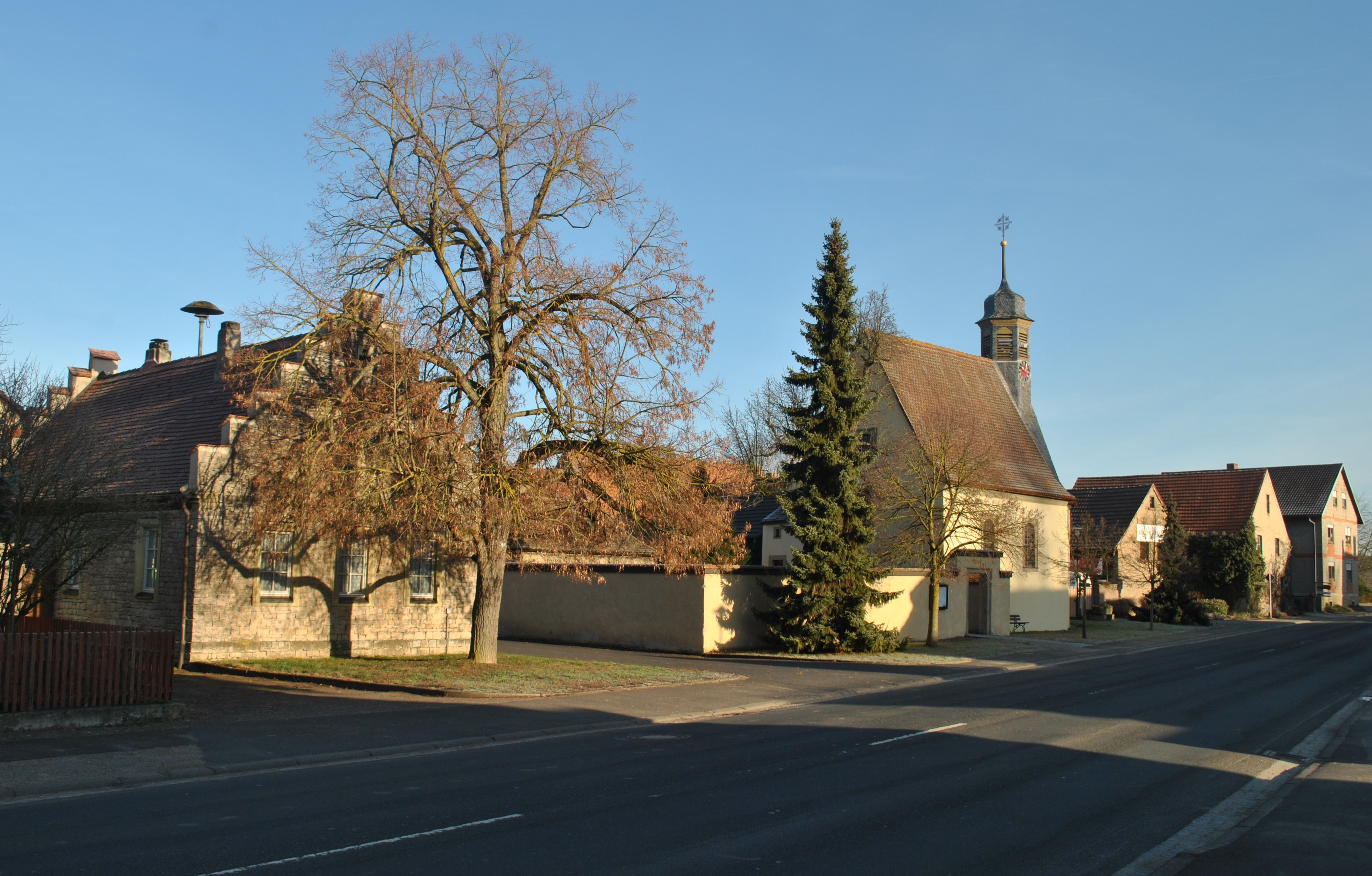
Die Bundesstraße 22 bildet die Ortsdurchfahrt von Düllstadt

Das Gemeindegebiet von Schwarzach am Main kann als Verkehrsknoten im nördlichen Landkreis Kitzingen gelten. Ganz im Süden der Gemarkung von Hörblach führt die Bundesautobahn 3/Europastraße 45 durch den Kitzinger Klosterforst. Mit der Anschlussstelle 74 (Kitzingen/Schwarzach) erhält die Gemeinde Anschluss an die zwischen Frankfurt am Main und Nürnberg verlaufenden Warenströme. Die Bundesstraße 22 verbindet die Autobahn mit dem Hauptort Stadtschwarzach und verläuft dann durch Düllstadt (als Bamberger Straße) in Richtung Steigerwald.
Überregional bedeutsame Straßen zweigen von der Bundesstraße ab. Es sind dies die Staatsstraße 2271, über die der Verkehr zwischen den beiden Mittelzentren Kitzingen und Volkach entlang des Maines verläuft, die Staatsstraße 2421, die Düllstadt mit Rüdenhausen verbindet und damit das Steigerwaldvorland erschließt, sowie die Staatsstraße 2450. Diese historische Verbindung überquert den Main über die einzige Flussbrücke auf dem Gemeindegebiet und führt in die Stadt Dettelbach und weiter nach Würzburg.
Die Kreisstraße KT 29 erfüllt nur noch eine regionale Funktion, war allerdings bis in die 1980er Jahre Teil der Verbindung in Richtung Volkach. Heute verbindet sie Gerlachshausen mit Sommerach auf der Weininsel. Eine Brücke überquert den hier verlaufenden Mainkanal. Die Kreisstraße KT 11 verläuft von Stadtschwarzach nach Kleinlangheim, die Kreisstraße KT 12 verbindet Hörblach mit Großlangheim. Innerhalb der Gemeinde erfüllt die Schweinfurter Straße als Ortsdurchgangsstraße von Gerlachshausen über Münsterschwarzach nach Stadtschwarzach eine bedeutende Erschließungsfunktion.

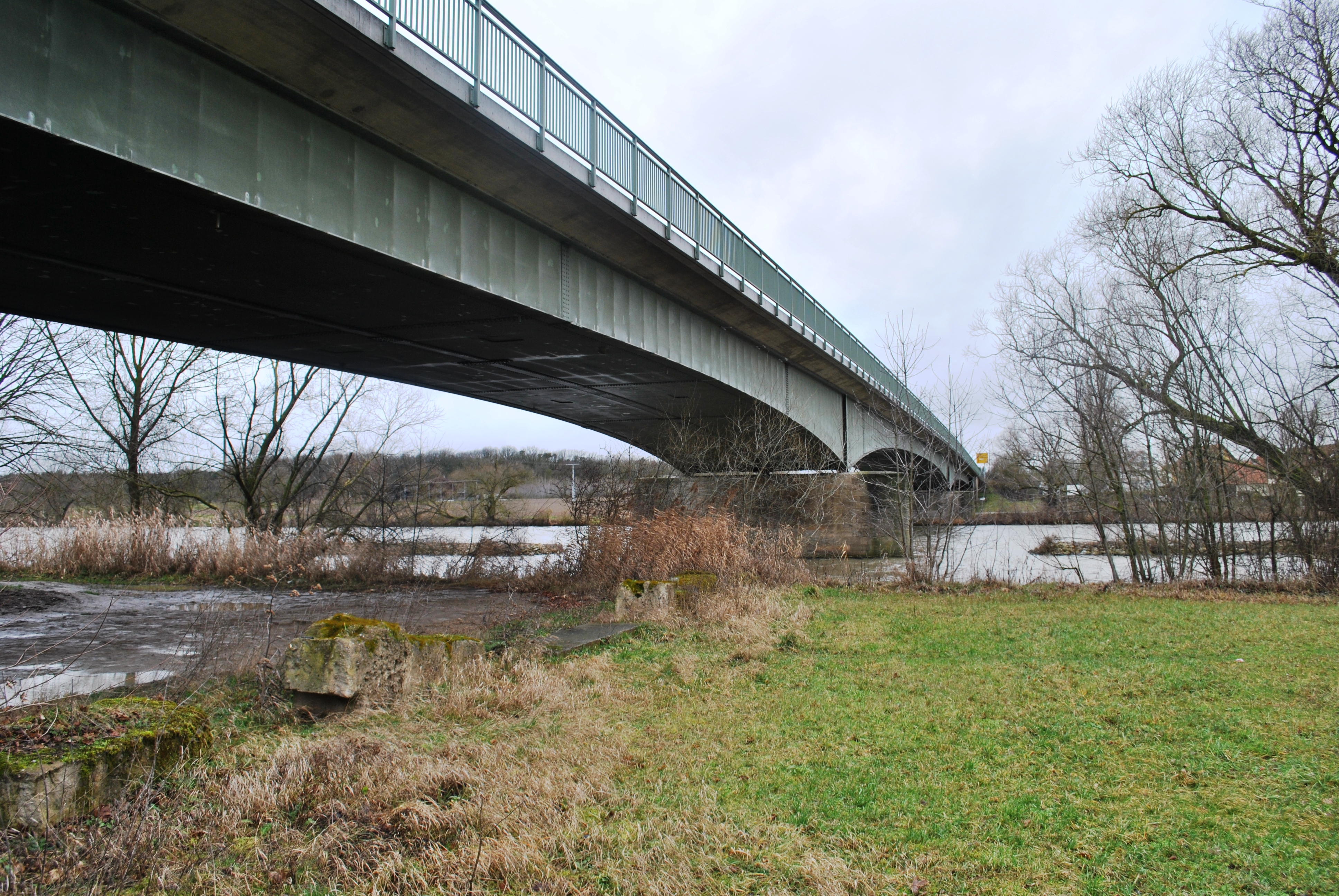
Die Mainbrücke verbindet die beiden Teile der Gemeinde

Die beiden Gemeindeteile sind durch den Main getrennt, der jahrhundertelang durch eine Fähre bei Schwarzenau überwunden wurde. Kam man zunächst über eine Furt zwischen Schwarzenau und Gerlachshausen auf die andere Mainseite, wurde die Übergangsstelle im Laufe des Mittelalters verlegt. Grund war, dass das Kloster zum wirtschaftlichen Zentrum der Region aufstieg und der Verkehr an der Abtei vorbei geleitet wurde. Dies änderte sich mit dem Wachstum von Stadtschwarzach. Die heutige Dettelbacher Straße in Schwarzenau endet oberhalb des Mainufers, wo eine Auffahrt auf die erste Brücke zwischen den beiden heutigen Gemeindeteilen verweist. Diese Ludwigs-Brücke wurde 1958 durch das heutige Bauwerk ersetzt, das noch weiter südlich bei Flusskilometer 298 besteht. → siehe auch: Mainfähre Schwarzenau und Mainbrücke Schwarzach am Main
Der Main spielte als Verkehrsweg insbesondere für die im Norden gelegenen Orte im Gemeindegebiet eine Rolle. In Gerlachshausen landeten die Steinschiffer an, die Produkte aus den hier vorhandenen Muschelkalkbrüchen mainabwärts fuhren. Mit dem Ausbau zur Großschifffahrtsstraße im 20. Jahrhundert erhielt die Gemeinde Anschluss an den Mainkanal zwischen Volkach und Gerlachshausen, der die engen Windungen der Volkacher Mainschleife abkürzt. In Gerlachshausen besteht heute eine Lände. Die nächsten Flusshäfen sind in Kitzingen und Volkach zu finden.
Die Gemeinde Schwarzach am Main besitzt in jedem der sechs Gemeindeteile mindestens eine Bushaltestelle. Die Linien des Omnibusverkehr Franken (OVF) bedienen diese mehrfach am Tag und bieten Verbindungen nach Kitzingen, Volkach, Würzburg und Nordheim am Main. Die touristische Erschließung des Gemeindegebiets erfolgt über verschiedene Rad- und Fernwanderwege, von denen der Main-Radweg den bedeutendsten darstellt. Daneben führt eine Route des Fränkischen Marienweges durch Schwarzach, der als überregionaler Wanderweg ins Leben gerufen wurde.

### Bildung

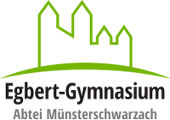
Das Logo des Egbert-Gymnasiums

In Schwarzach am Main bestehen heute mehrere Bildungseinrichtungen. Mit dem Egbert-Gymnasium als katholischem Gymnasium auf dem Gelände des Klosters und der Verbandsschule Schwarzacher Becken haben sich die meisten Institutionen in oder um Münsterschwarzach angesiedelt. Dies hängt zum einen mit der zentralen Lage des Gemeindeteils zusammen, ist allerdings zum anderen auch auf die historische Existenz einer Klosterschule zurückzuführen. Sie entstand bereits im 11. Jahrhundert unter Abt Egbert und kann damit zu den ältesten Schulen im heutigen Landkreis Kitzingen gerechnet werden.
Daneben besitzen die einzelnen Gemeindeteile Kindergärten in katholischer Trägerschaft. Kindergärten bestehen in Münsterschwarzach (St. Felizitas), Schwarzenau (St. Laurentius) und Stadtschwarzach (St. Josef). Die Verbandsschule Schwarzacher Becken entstand bereits vor der Gemeindegebietsreform im Jahr 1965. Sie ersetzte die zuvor bestehenden konfessionellen, also katholischen Volksschulen, die in jeder Gemeinde bestanden. Lediglich die beiden Nachbarorte Gerlachshausen und Münsterschwarzach waren bereits seit den 1930er Jahren über eine Verbandsschule miteinander verbunden.
Das Egbert-Gymnasium geht in seiner heutigen Form auf die Knabenschule zurück, die 1946 auf dem Gelände der Abtei eingeweiht wurde. Seitdem ist die Schule in Trägerschaft der Benediktiner. Von 1940 bis 1945 wurde die Schule und das Internat von den Nationalsozialisten geschlossen. 1981 wandelte man die Schule in ein Vollgymnasium um. 1999 wurde das bislang neben der Schule bestehende Internat geschlossen. Heute besuchen knapp 850 Schüler das Egbert-Gymnasium. → siehe auch: Egbert-Gymnasium Münsterschwarzach
Schwarzach am Main liegt im Sprengel des Mittelschulverbundes Dettelbach-Volkach und ist der Mittelschule in Dettelbach zugeordnet. Weiterführende Schulen können, neben dem Egbertgymnasium, mit der Mädchenrealschule in Volkach und mit der Realschule in Dettelbach besucht werden. Weitere Gymnasien gibt es in Volkach-Gaibach (Franken-Landschulheim Schloss Gaibach), Wiesentheid (Steigerwald-Landschulheim Wiesentheid) und Kitzingen (Armin-Knab-Gymnasium). Volkshochschulen existieren in Kitzingen und Volkach.

### Vereine und Verbände
| Feuerwehrgründungen | Feuerwehrgründungen |
| Ort                 | Jahr                |
| ------------------- | ------------------- |
| Düllstadt           | 1874                |
| Gerlachshausen      | 1875                |
| Münsterschwarzach   | 1875                |
| Schwarzenau         | 1877                |
| Stadtschwarzach     | 1877                |
| Hörblach            | 1878                |

In Schwarzach existiert eine Vielzahl an Vereinen, die für das gesellschaftliche Leben in den einzelnen Ortsteilen unverzichtbar sind. Älteste Vereinigungen sind die Freiwilligen Feuerwehren der einzelnen Orte. Sie entstanden allesamt in den 1870er Jahren, wobei Düllstadt 1874 den Anfang machte. Später wandelte man die Feuerwehren zeitweise in Pflichtfeuerwehren um. Seit 1928 besteht mit der Werkfeuerwehr der Abtei Münsterschwarzach eine regionale Besonderheit, die sich der Sicherheit auf dem Gelände des Klosters verschrieben hat.
Neben den Feuerwehren bestehen in mehreren Gemeindeteilen Angebote zur musikalischen Weiterbildung. In Stadtschwarzach probt das Bläserecho und ein Gesangverein, der bereits 1910 ins Leben gerufen wurde. Schwarzenau besitzt ebenfalls seine „Blasmusik“. Zusammen mit der Musikschule Dettelbach wird außerdem die frühkindliche Singschulung gefördert. Einen Sportverein besitzt nahezu jeder Gemeindeteil. Allesamt entstanden in ihrer heutigen Form nach dem Zweiten Weltkrieg in den 1940er und 1950er Jahren. Die Sportanlagen sind ebenfalls dezentral über die Ortsteile verteilt.
Zusätzlich existieren in Schwarzach mehrere Kindergartenvereine, die Unterstützung für die jeweiligen Kindergärten bieten. Mehrere Parteien (CSU, FCW, SPD) haben Ortsverbände in den einzelnen Gemeindeteilen. Ebenso haben sich in einigen Orten Burschen- bzw. Jugendvereine etabliert. Mit der Pfadfinderschaft St. Georg in Stadtschwarzach, dem sogenannten Sandhasenverein Düllstadt (nach dem Ortsnecknamen) und dem Pferdezuchtverein Schwarzenau haben sich außerdem drei Vereine etabliert, die auf die regionalen Spezifika der einzelnen Orte eingehen.